# Jeux équestres mondiaux de 2014
Navigation
Édition précédente Édition suivante
Les Jeux équestres mondiaux de 2014 (ou Jeux équestres mondiaux FEI Alltech 2014 en Normandie) sont une compétition d'équitation sportive organisée en Basse-Normandie en 2014. Le dossier a été retenu le 31 mars 2009 par la FEI pour l'organisation de ces Jeux équestres mondiaux. Les épreuves se sont déroulées du 23 août au 7 septembre 2014. Au total, 984 athlètes et 1243 chevaux ont participé à cette édition des JEM, devant 574 000 spectateurs au total.

## Historique
La Basse-Normandie avait déjà été candidate en 2004 pour l'organisation des Jeux de 2010 mais c'est Lexington aux États-Unis qui remporta le dossier. Avec le soutien de la Fédération française d'équitation, c'est toujours le conseil régional de Basse-Normandie qui a porté le projet. Les Jeux équestres mondiaux sont le plus gros événement sportif en France non récurrent d'ici le championnat d'Europe de football en 2016.

## Organisation

### Préparation

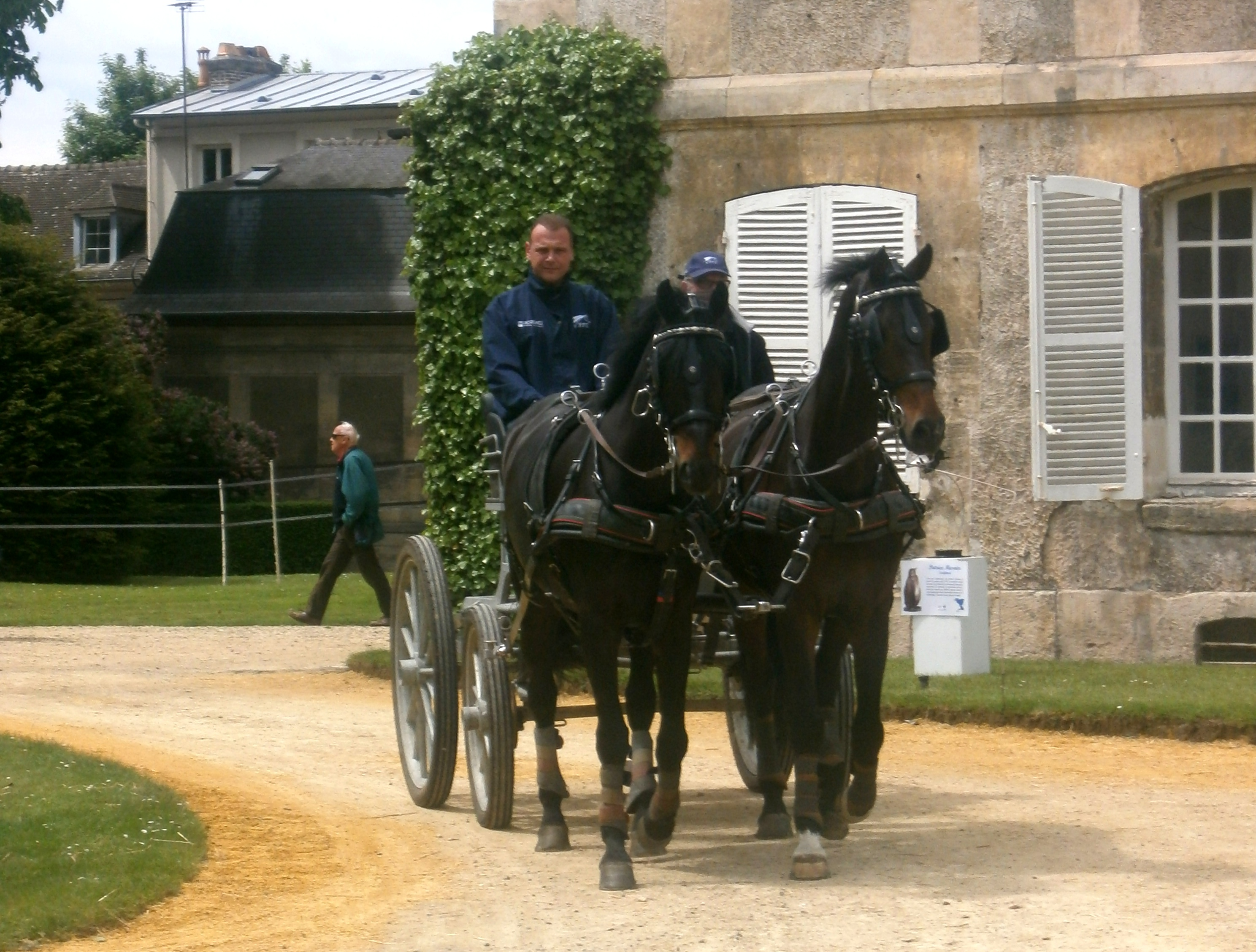
L'équipe de France d'attelage en préparation pour les Jeux équestres mondiaux au haras national de Compiègne. Les chevaux sont des KWPN.

Le 13 septembre 2010, un groupement d’intérêt public est créé sous la direction de Laurent Beauvais (président du conseil régional de Basse-Normandie) dans l'optique de permettre un partenariat entre des fonds publics et des partenaires privés.
L'organisation dispose d'un budget estimé à 76 millions d'euros. L'entreprise Alltech apporte près de 15 % de celui-ci grâce à un partenariat de naming : le nom officiel de la manifestation est donc « Jeux Equestres Mondiaux FEI Alltech 2014 en Normandie ».
Durant l'été 2013, certaines épreuves préparatoires ont été organisées afin de tester les sites :
- une course d'endurance CEI** (129 km), à Sartilly, le 16 août 2013.
- un concours complet CCI**, au Haras National du Pin et à Caen, du 16 au 18 août 2013.
- un concours d'attelage CAI-A4, du 23 au 25 août, à Caen.

D'autres épreuves ont été organisées en juin 2014 :
- une épreuve de dressage CDI3*, au Stade d’Ornano, les 23 et 24 juin 2014.
- une épreuve de saut d’obstacles CSI2*, au Stade d’Ornano, les 25 et 26 juin 2014.

### Cérémonie d'ouverture

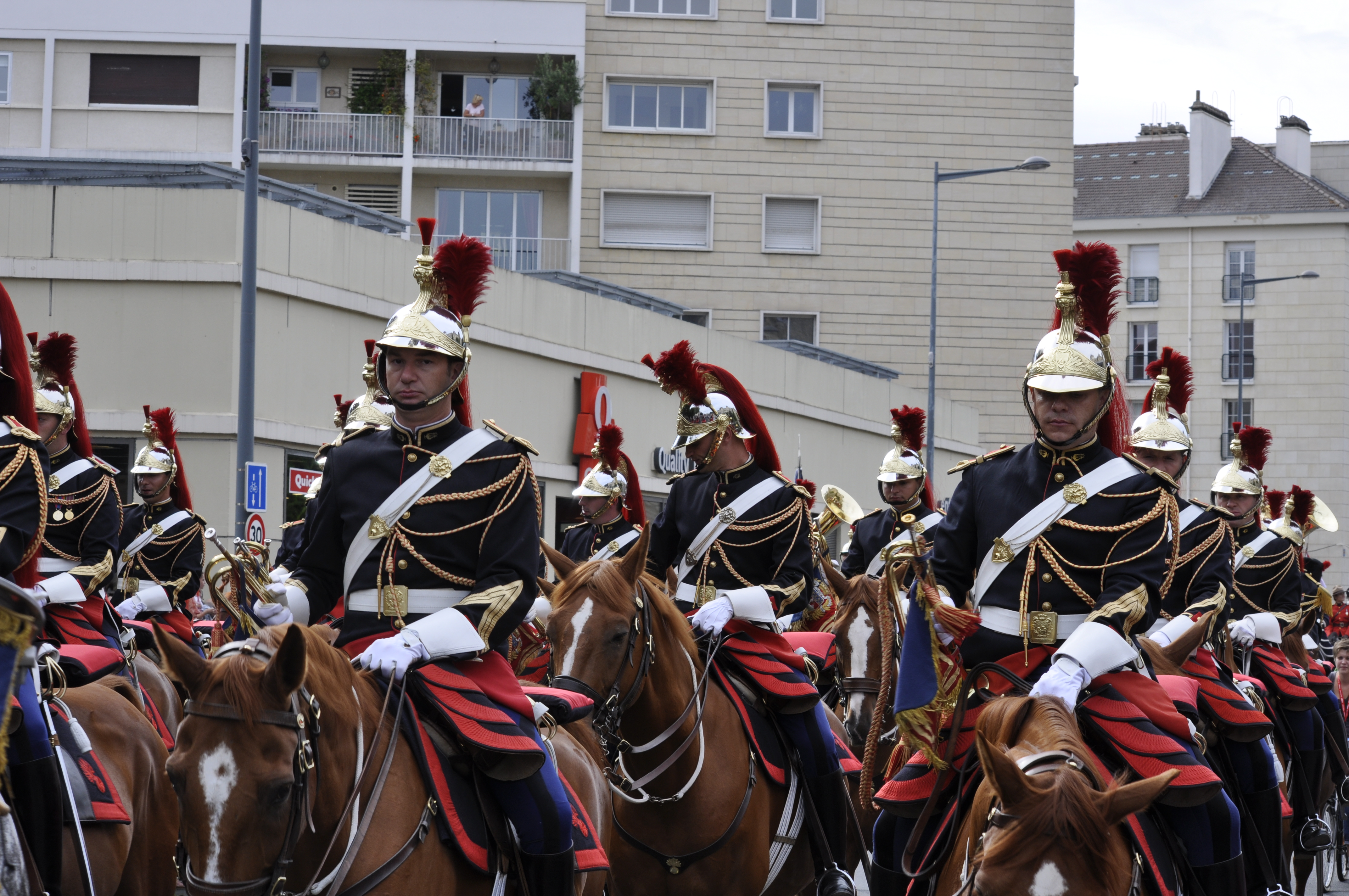
La garde républicaine défilant dans les rues de Caen avant sa participation à la cérémonie d'ouverture.

La cérémonie d'ouverture débute le samedi 23 août à 20h, au stade d’Ornano de Caen, devant 20 000 spectateurs. La patrouille de France passe dans le ciel au-dessus du stade. Le thème de cette cérémonie d'ouverture, imaginé par Jean-Louis Gouraud, est le « Tour du Monde en 80 chevaux ». Après le défilé des races de chevaux officielles de ces Jeux (Akhal-Teke, Barbe Marocain, Quarter Horse et Cob normand), vient le tour de la Garde républicaine puis celui des différentes délégations.
Cette cérémonie a lieu en présence de nombreux politiques et officiels, notamment le premier ministre français Manuel Valls, la princesse Haya de Jordanie (présidente de la Fédération équestre internationale), les ministres Stéphane Le Foll, Laurent Fabius et Bernard Cazeneuve, ainsi que le secrétaire d'état aux sports Thierry Braillard. La délégation française est très applaudie, de même que l'Ukrainienne (en raison des événements frappant ce pays). Laurent Beauvais, président de la région Basse-Normandie, prononce ensuite un discours, suivi par la princesse Haya. C'est la première fois qu'un premier ministre assiste à l'ouverture des jeux équestres mondiaux. La princesse Haya invite Manuel Valls à déclarer les jeux ouverts. Cela fait, Anne Prain (juge dressage et para-dressage) et Kevin Staut prêtent serment de respecter l'esprit des jeux devant le drapeau de la FEI.
La société française Skertzò a créé le spectacle d'ouverture, qui associe les hautes technologies aux arts du spectacle plus traditionnels, notamment de grandes projections en 3D et du spectacle équestre ainsi que du spectacle vivant (danse). 300 artistes dont cent cavaliers se relaient, en trois actes : « Courir le Monde », « Terre de Rencontres » et « Aventures au Galop », avec notamment le passage d'un cheval blanc sur une mappemonde géante, et la danse de cavaliers sur un échiquier,. Soixante danseurs se sont préparés dix heures par jour pendant les deux semaines précédant l'évènement.

### Animations

#### Village des jeux

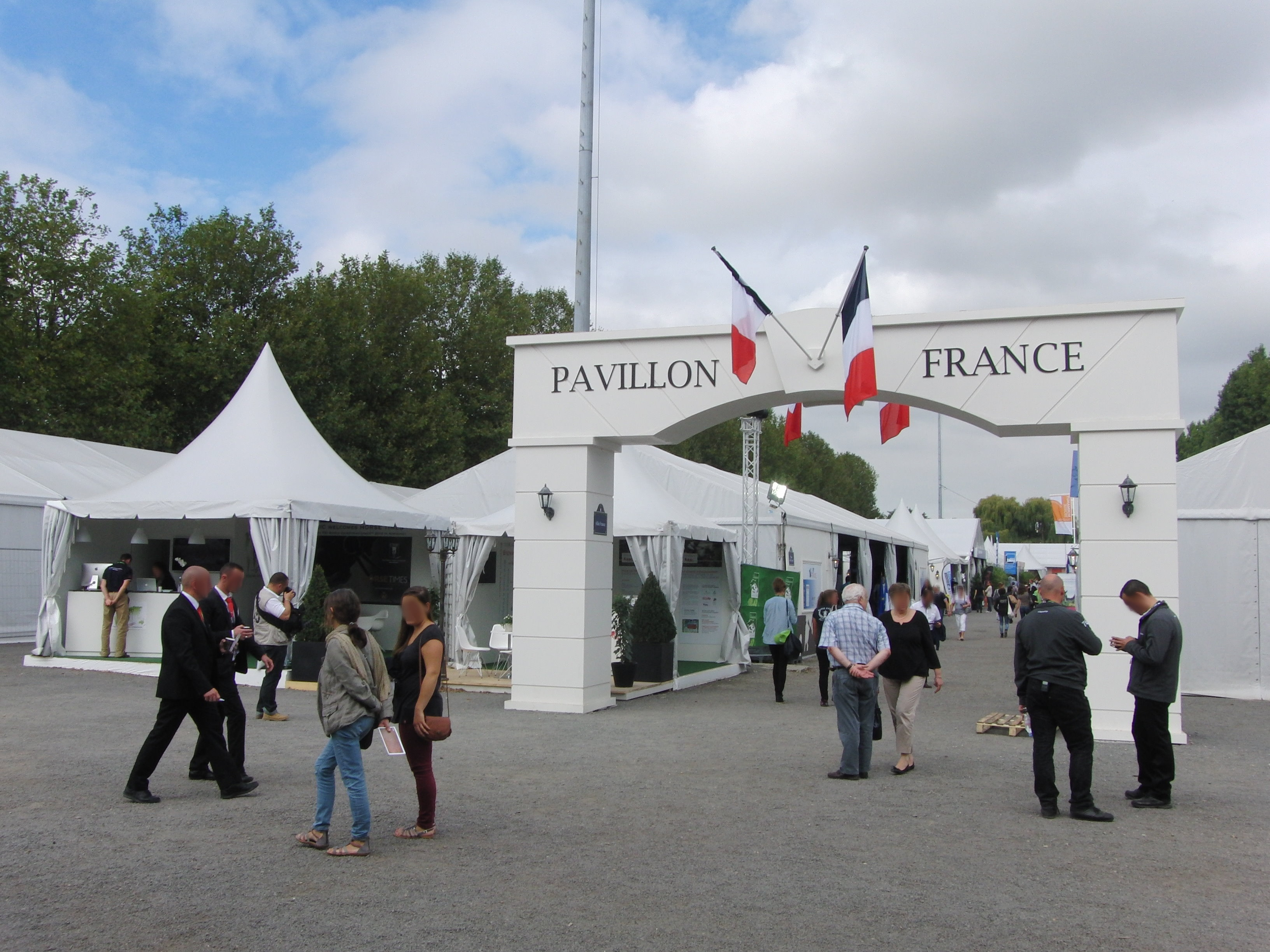
Le village des jeux du côté du pavillon France.

Le village des jeux est un espace comportant 250 stands d'exposition, deux pistes d'équitation et la scène musicale où auront lieu les concerts du Alltech Music Festival. L'affluence espérée est de 25 000 personnes par jour. Il a été inauguré le samedi 23 août à 15 h 30.

#### Mascottes
Quatre mascottes représentent ces jeux, la principale appelée « Norman » a été dévoilée 1000 jours avant le début des jeux, le 26 novembre 2011. Il a participé à plusieurs évènements en Normandie durant l'année précédent les jeux afin de promouvoir ces derniers. Trois autres mascottes l'accompagnent sur les terrains : « Pom'Pommette », « Hoofy » et « Galopy ».

#### Alltech Music Festival

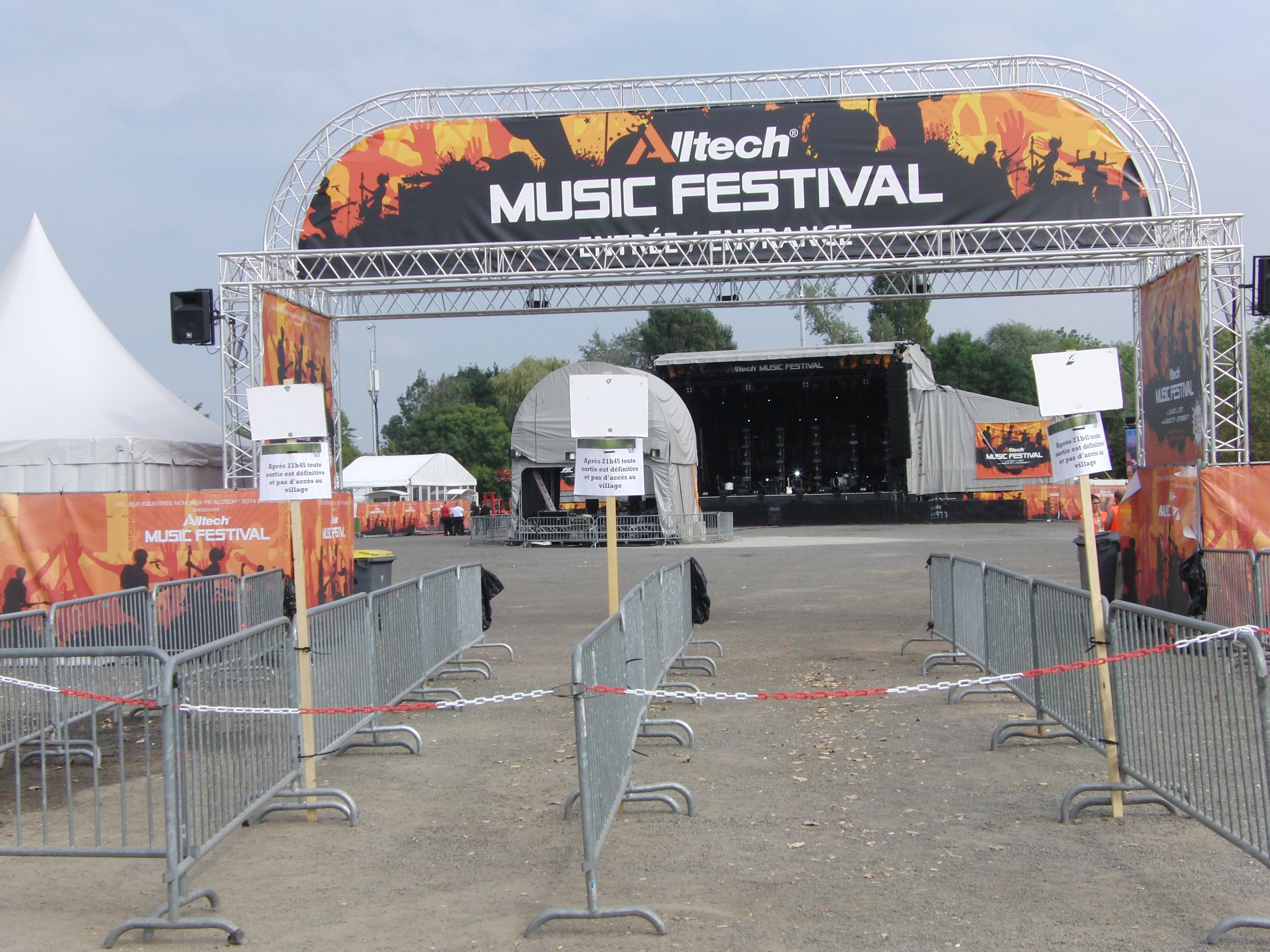
Scène du Alltech Music Festival.

Le Alltech Music Festival propose huit soirées de concerts pendant les deux semaines des Jeux. La programmation est très variée et inclut du folk, du blues, du rock, de la soul, du rap, de la country et du bluegrass, à partir de 19 h. Les soirées de concerts sont thématiques : une soirée d'ouverture le 24 août avec Soul Vintage Orchestra et Kool & The Gang, une soirée québécoise le lundi 25 avec Misteur Valaire et Mes souliers sont rouges, une soirée irlandaise le jeudi 28 avec We Banjo 3 et Sharon Shannon & her band, une soirée country le lendemain, une soirée avec des musiciens de Caen (notamment les Casseurs Flowters) le samedi 30, une soirée familiale le jeudi 4 septembre avec Joyce Jonathan et Louis Bertignac. Une soirée américaine suit le vendredi 5 septembre avec Aloe Blacc, puis une soirée de clôture le 6.

#### Parades

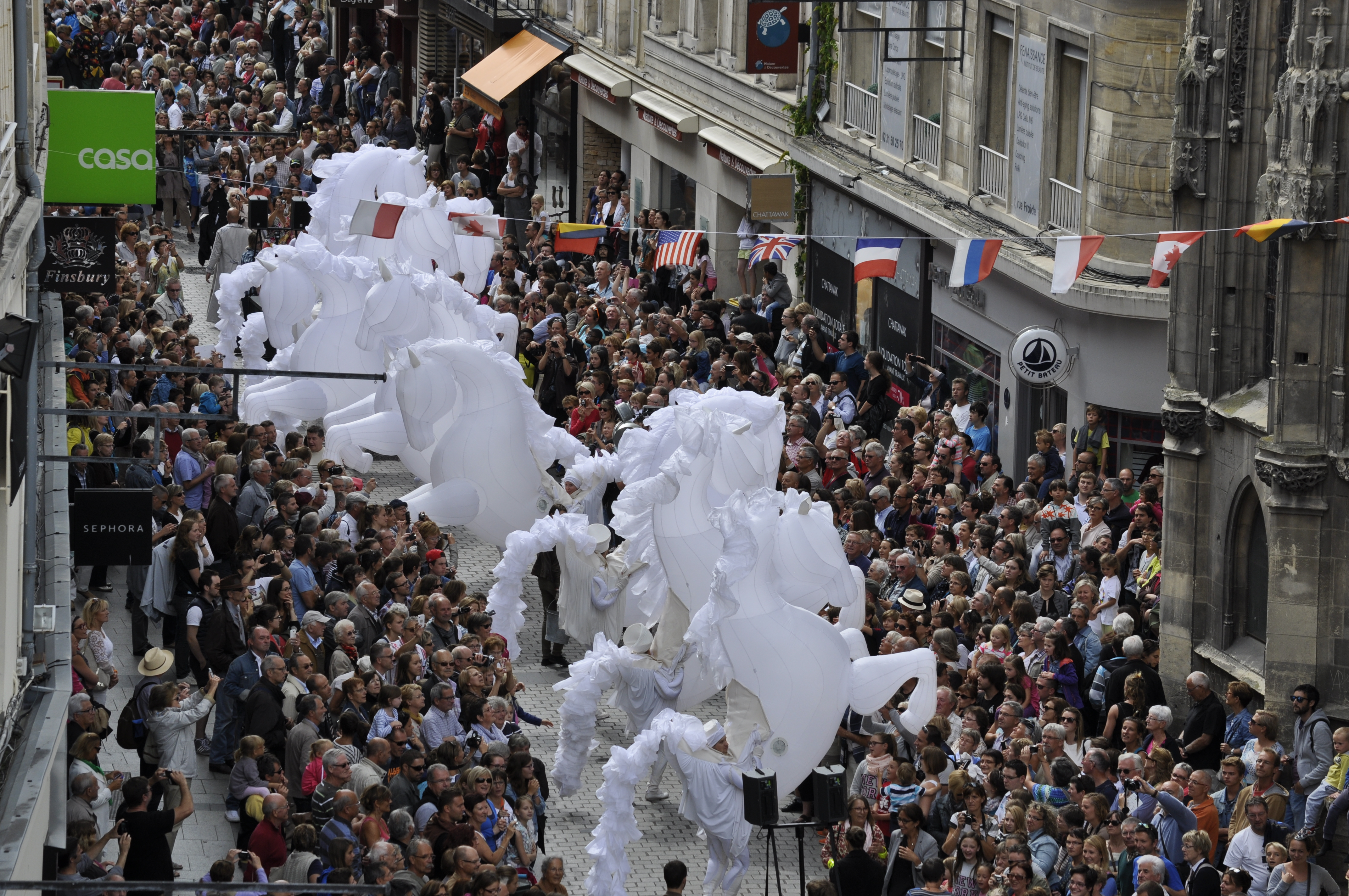
Parade fantasque dans les rues de Caen.

Le dimanche 24 août, une parade est organisée dans les rues du centre-ville de Caen. Partis de la rue Saint-Pierre, des chevaux géants accompagnés de fanfares et de divas ont déambulé dans les rues du centre-ville pour terminer sur la place Saint-Sauveur. Puis, la Garde républicaine accompagnée de délégations des nations présentes ont défilé entre les Fossés-Saint-Julien et le port de Caen.

### Cérémonie de clôture
Elle se déroule le dimanche 7 septembre 2014 au stade Michel-d'Ornano.

### Les JEM en chiffres[4]

#### Bénévolat
- 3000 bénévoles dont
  - 66 % de femmes
  - 63 % de pratiquants
  - 54 % de Normands
  - 11 % d’étrangers.
- 25 000 accrédités

#### Spectateurs
L’événement a été suivi par 574 000 spectateurs, selon la répartition suivante :
| Saut d’obstacles | 112 000 |
| Concours complet | 91 800  |
| Dressage         | 83 600  |
| Voltige          | 34 300  |
| Attelage         | 31 700  |
| Para-dressage    | 22 800  |
| Reining          | 16 200  |
| Endurance        | 5 300   |
| Horse-ball       | 10 600  |
| Polo             | 2 000   |

## Compétition

### Sites des compétitions
| \| Caen Sartilly Le Pin-au-Haras Saint-Lô Deauville \| Villes accueillant les Jeux équestres mondiaux de 2014 |
| Caen Sartilly Le Pin-au-Haras Saint-Lô Deauville                                                              |

La plupart des épreuves ont lieu à Caen, chef-lieu de la Basse-Normandie. Le terme Normandie a été utilisé pour donner une plus grande lisibilité au projet mais seule la Basse-Normandie l'organise.
Les Jeux sont organisés sur plusieurs sites normands:
- Caen
  - Au stade Michel-d'Ornano : dressage et saut d'obstacle (y compris saut d'obstacles du concours complet).
  - Au parc des expositions : reining.
  - Au Zénith : voltige.
  - À l'hippodrome de la Prairie : dressage para-équestre et attelage (dressage et maniabilité).
  - Dans la vallée de l'Orne : marathon d'attelage.
- Autour de Sartilly, à proximité du Mont-Saint-Michel : endurance.
- Au Haras du Pin : cross du concours complet.
- À Saint-Lô : horse-ball en démonstration.
- À Deauville : Polo en démonstration.

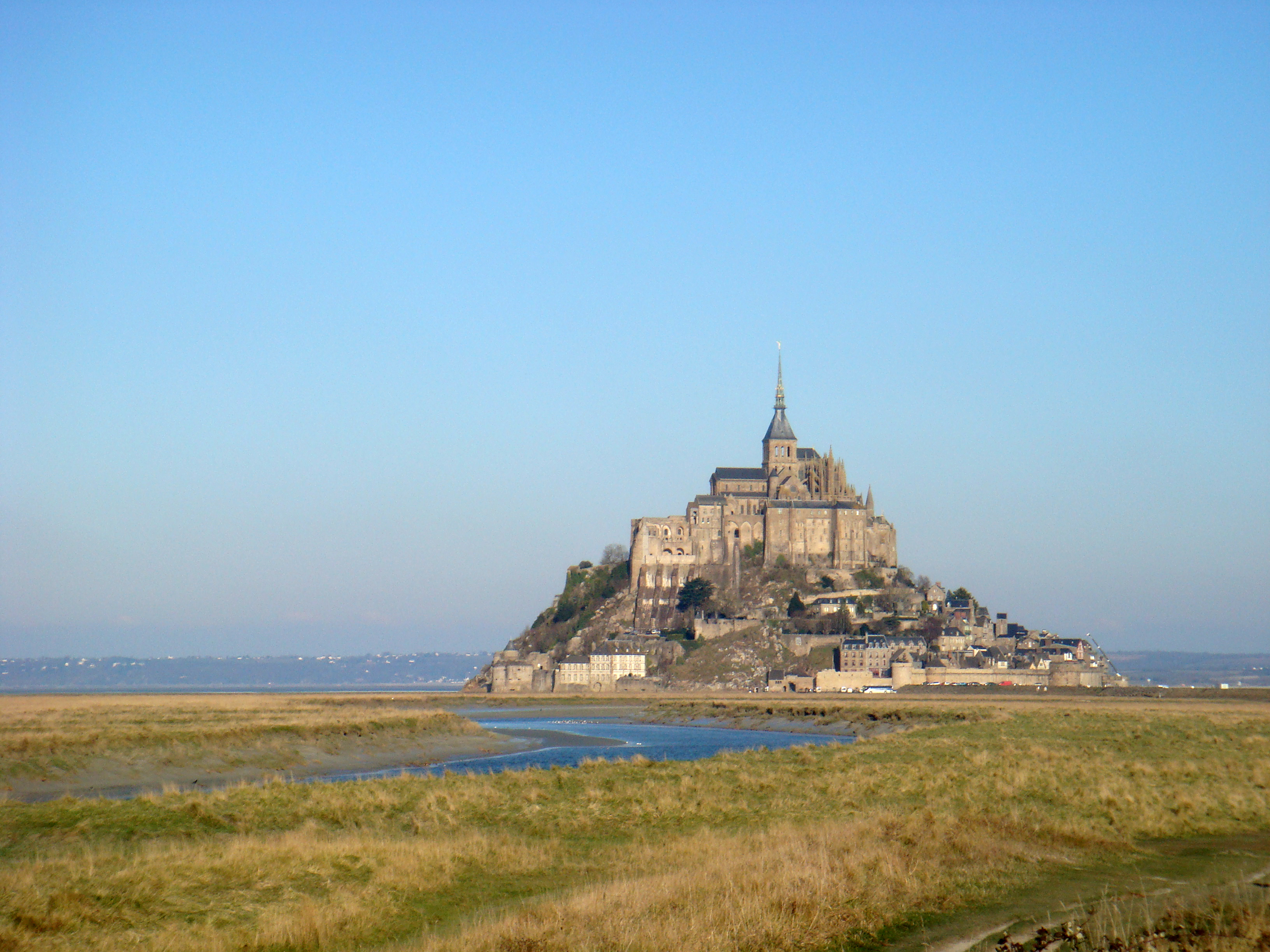
Mont-Saint-Michel (proche de Sartilly)
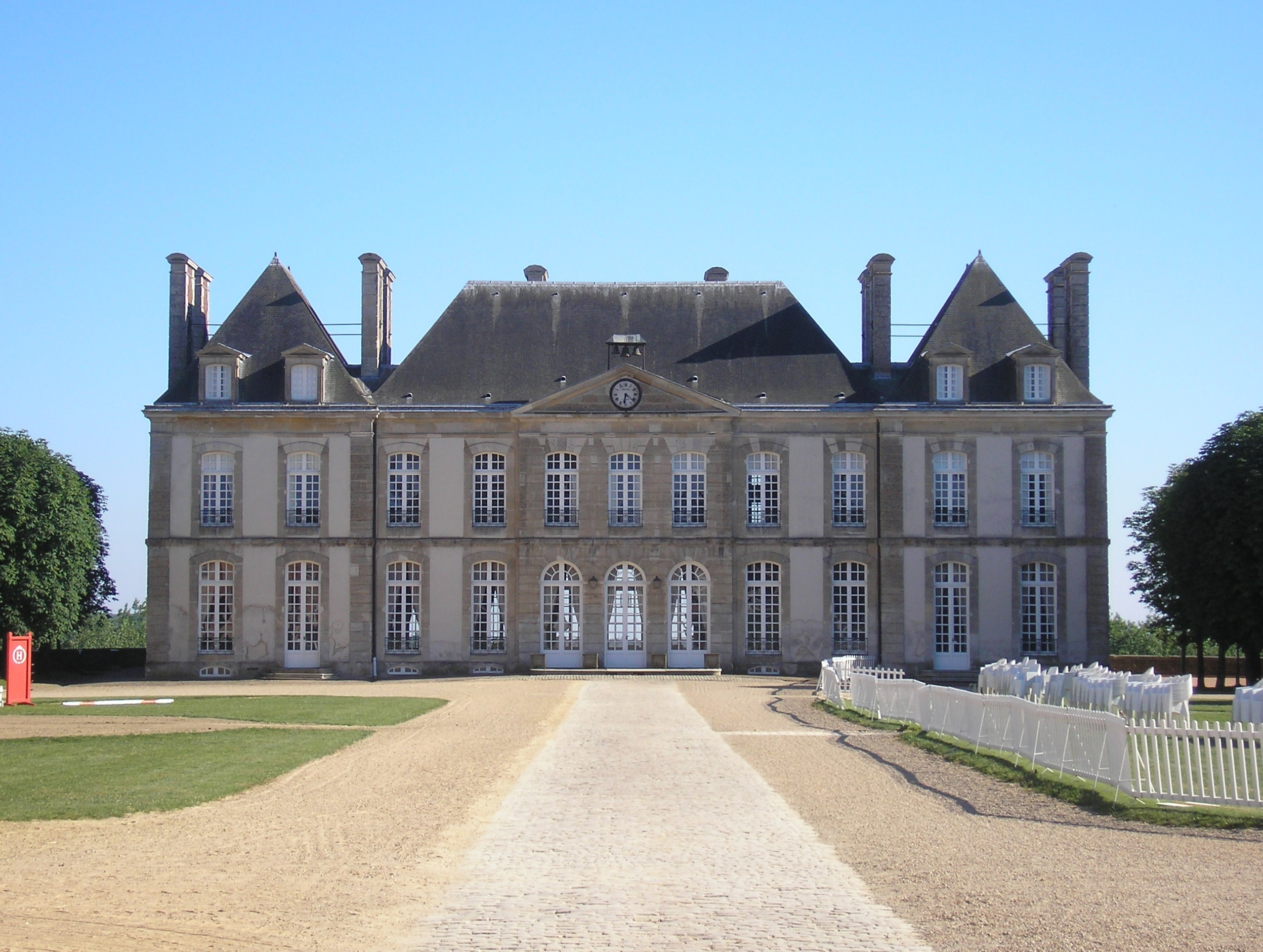
Haras du Pin
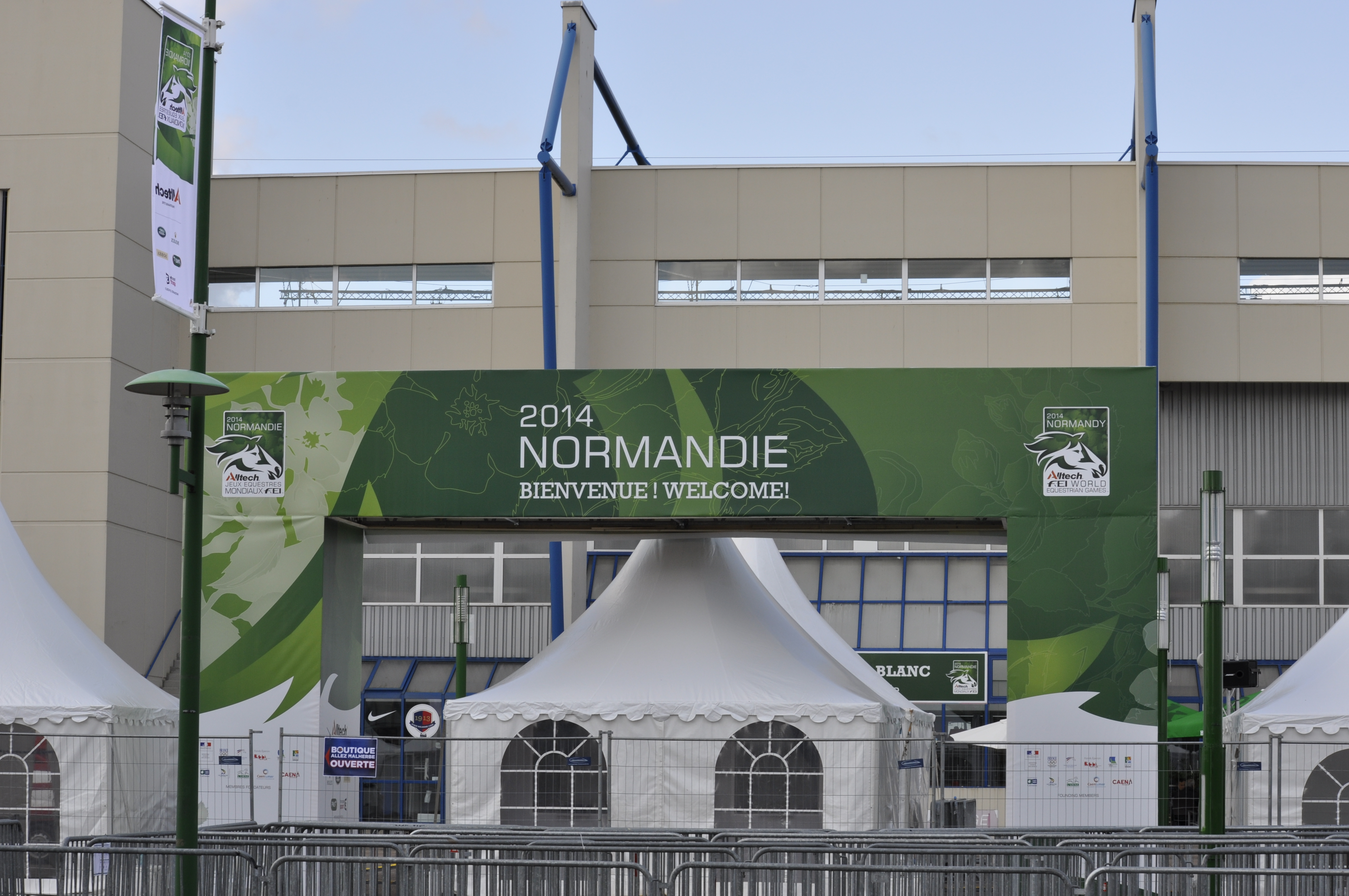
Stade Michel-d'Ornano
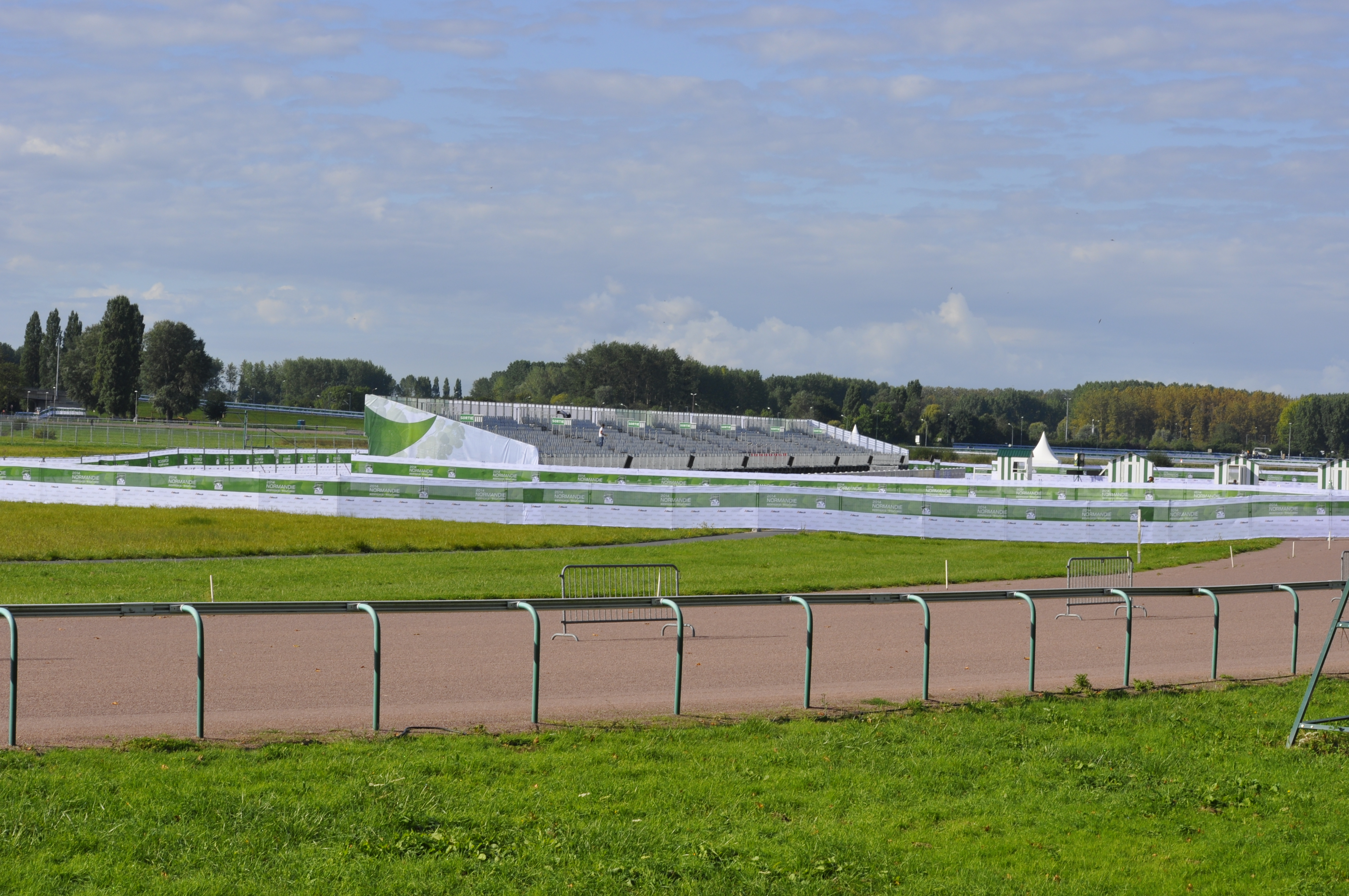
Hippodrome de la Prairie
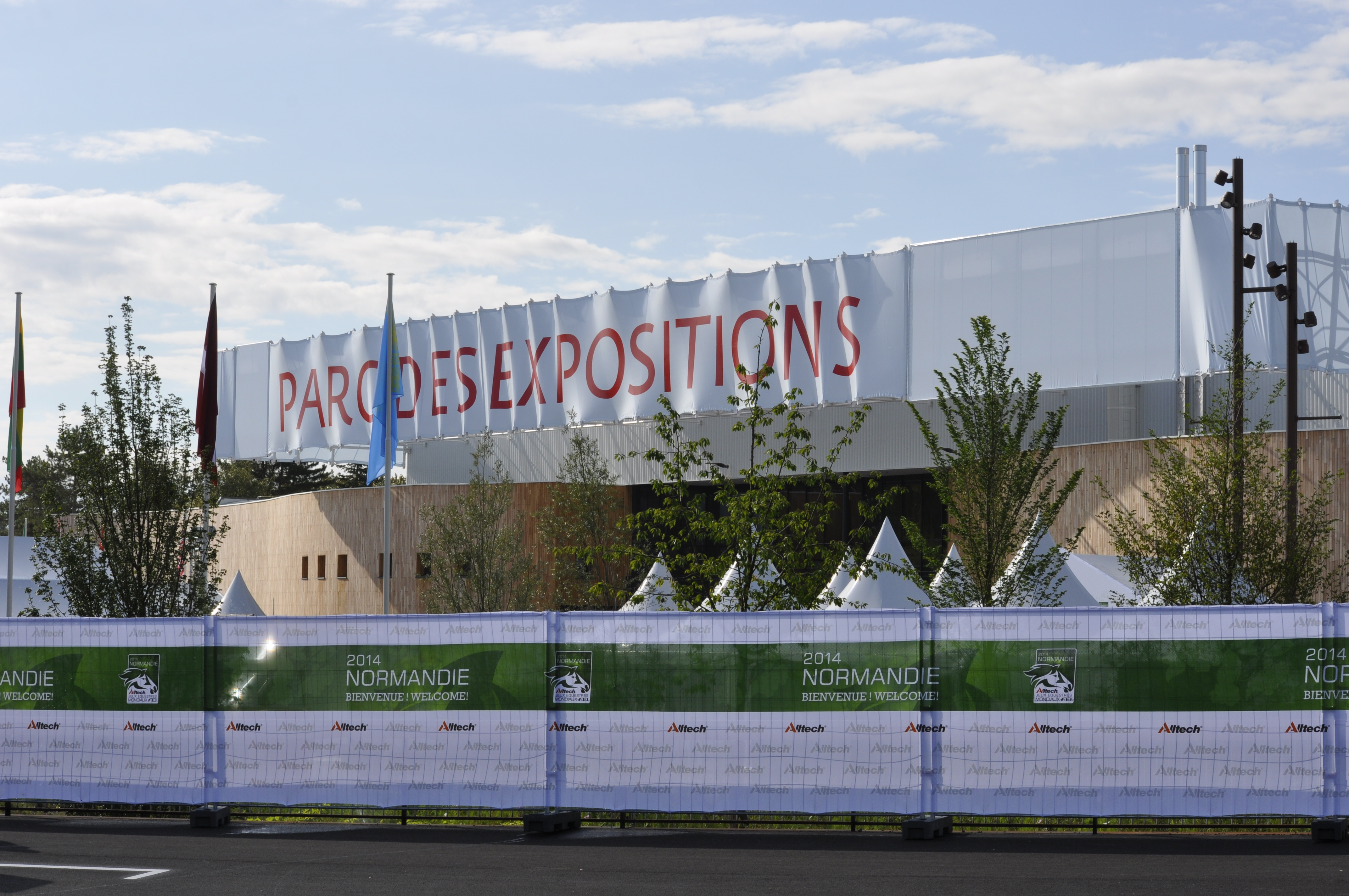
Parc des expositions

### Disciplines
Les 8 disciplines en compétition sont le concours de saut d’obstacles, le concours complet d'équitation, le dressage, l'endurance, l'attelage, la voltige, le reining et le dressage para-équestre. Le polo et le horse-ball sont présents comme sports de démonstration.

### Calendrier
| Date                   | 23/08     | 25/08                              | 26/08                              | 27/08                     | 28/08          | 29/08         | 30/08         | 31/08  | 01/09   | 02/09          | 03/09                     | 04/09                            | 05/09                       | 06/09          | 07/09           |
| ---------------------- | --------- | ---------------------------------- | ---------------------------------- | ------------------------- | -------------- | ------------- | ------------- | ------ | ------- | -------------- | ------------------------- | -------------------------------- | --------------------------- | -------------- | --------------- |
| Cérémonies             | Ouverture |                                    |                                    |                           |                |               |               |        |         |                |                           |                                  |                             |                | Clôture         |
| Concours Complet       |           |                                    |                                    |                           | Dressage       | Dressage      | Cross         | CSO    |         |                |                           |                                  |                             |                |                 |
| Dressage               |           | Grand Prix équipes                 | Grand Prix équipes                 | Grand Prix Spécial        |                | Reprise libre |               |        |         |                |                           |                                  |                             |                |                 |
| Voltige                |           |                                    |                                    |                           |                |               |               |        |         | Imposé équipes | Libre individuel          | Imposé individuel Libre équipes  | Libre individuel et équipes |                |                 |
| Attelage               |           |                                    |                                    |                           |                |               |               |        |         |                |                           | Dressage                         | Dressage                    | Marathon       | Maniabilité     |
| Reining                |           | Championnat équipes Qualif. indiv. | Championnat équipes Qualif. indiv. |                           | Qualif. indiv. |               | Finale indiv. |        |         |                |                           |                                  |                             |                |                 |
| Saut d'obstacles       |           |                                    |                                    |                           |                |               |               |        | Warm-up | Vitesse        | Qualif. indiv. et équipes | Qualif. indiv. Coupe des Nations |                             | Qualif. indiv. | Finale à quatre |
| Endurance              |           |                                    |                                    |                           | 160 km         |               |               |        |         |                |                           |                                  |                             |                |                 |
| Dressage para-équestre |           | Qualif. indiv. et équipes          | Championnat indiv. (Test)          | Championnat indiv. (Test) | Reprise libre  | Reprise libre | Reprise libre |        |         |                |                           |                                  |                             |                |                 |
| Polo                   |           |                                    |                                    |                           |                |               |               |        |         |                |                           |                                  |                             | Démo           |                 |
| Horse-ball             |           |                                    |                                    | Jour 1                    | Jour 2         | Jour 3        |               | Finale |         |                |                           |                                  |                             |                |                 |

### Nations participantes
En tout, 72 pays ont annoncé leur intention de participer avant le 31 mars 2014, date limite d'engagement des fédérations. Cela constitue un record :

## Compteur de médailles par nation
|       | Nation              | Or | Argent | Bronze | Total |
| ----- | ------------------- | -- | ------ | ------ | ----- |
| 1     | Royaume-Uni         | 7  | 6      | 2      | 15    |
| 2     | Pays-Bas            | 6  | 3      | 9      | 18    |
| 3     | Allemagne           | 5  | 7      | 3      | 15    |
| 4     | États-Unis          | 2  | 2      | 3      | 7     |
| 5     | Belgique            | 2  | 1      | 0      | 3     |
| 6     | France              | 1  | 4      | 1      | 6     |
| 7     | Autriche            | 1  | 2      | 1      | 4     |
| 8     | Italie              | 1  | 2      | 0      | 3     |
| 9     | Espagne             | 1  | 0      | 0      | 1     |
| 9     | Émirats arabes unis | 1  | 0      | 0      | 1     |
| 9     | Australie           | 1  | 0      | 0      | 1     |
| 10    | Suisse              | 0  | 1      | 2      | 3     |
|       | Canada              | 0  | 1      | 1      | 2     |
| 11    | Danemark            | 0  | 0      | 2      | 2     |
| 12    | Qatar               | 0  | 0      | 1      | 1     |
| 12    | Singapour           | 0  | 0      | 1      | 1     |
| 12    | Hongrie             | 0  | 0      | 1      | 1     |
| Total | Total               | 28 | 28     | 28     | 84    |

## Résultats

### Attelage

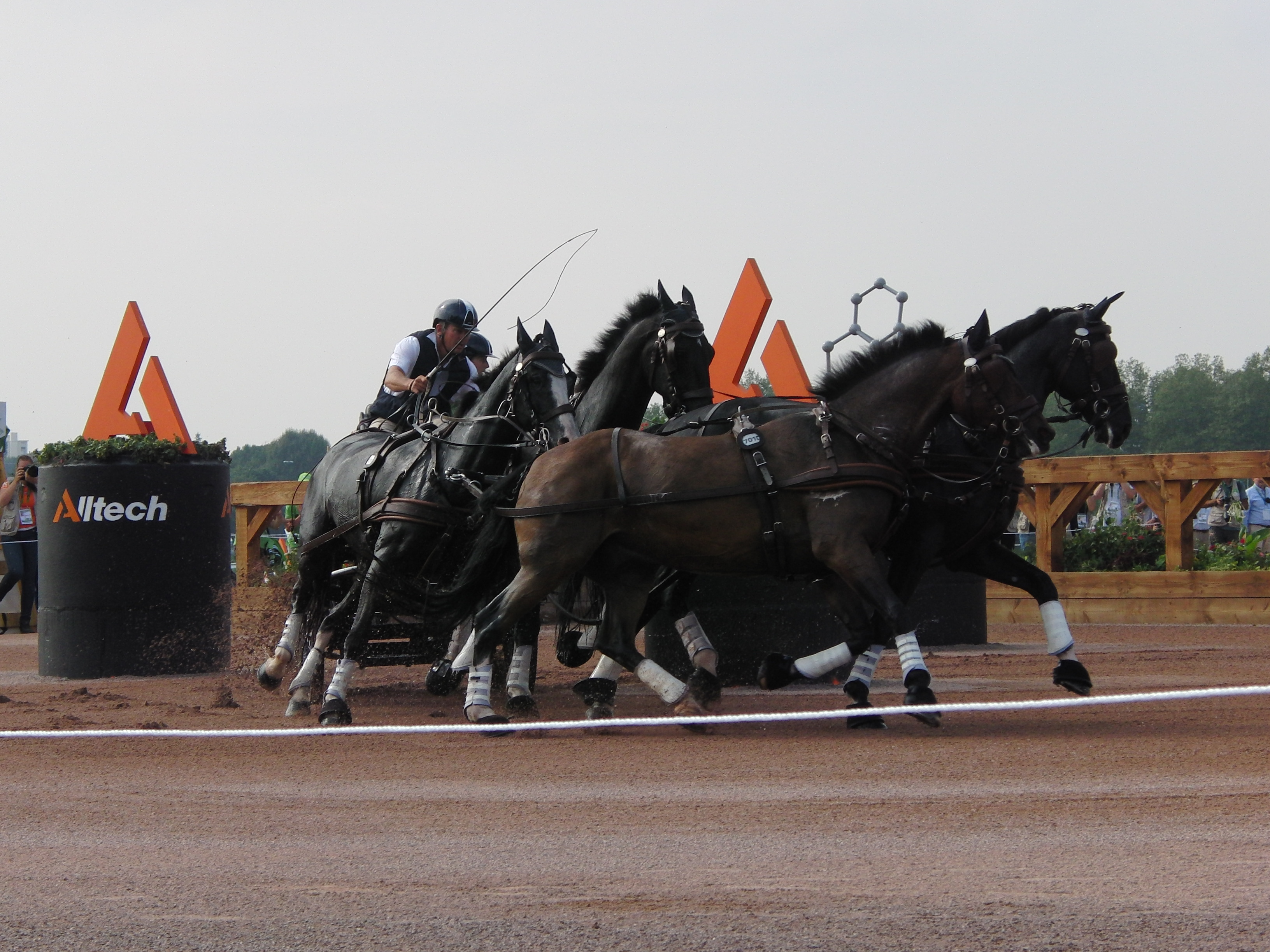
Boyd Exell remporte la compétition en individuel.

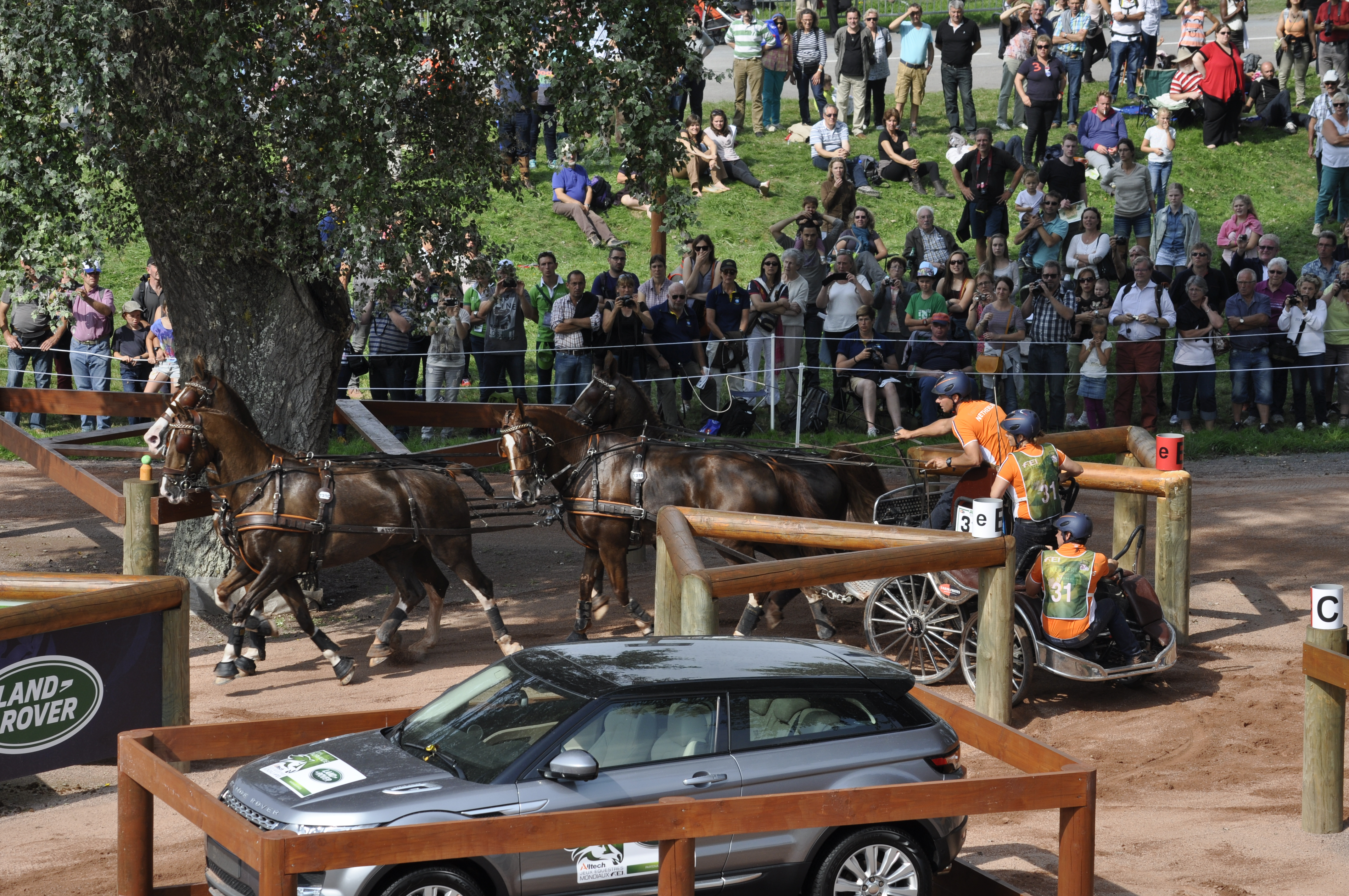
Koos de Ronde lors du marathon.

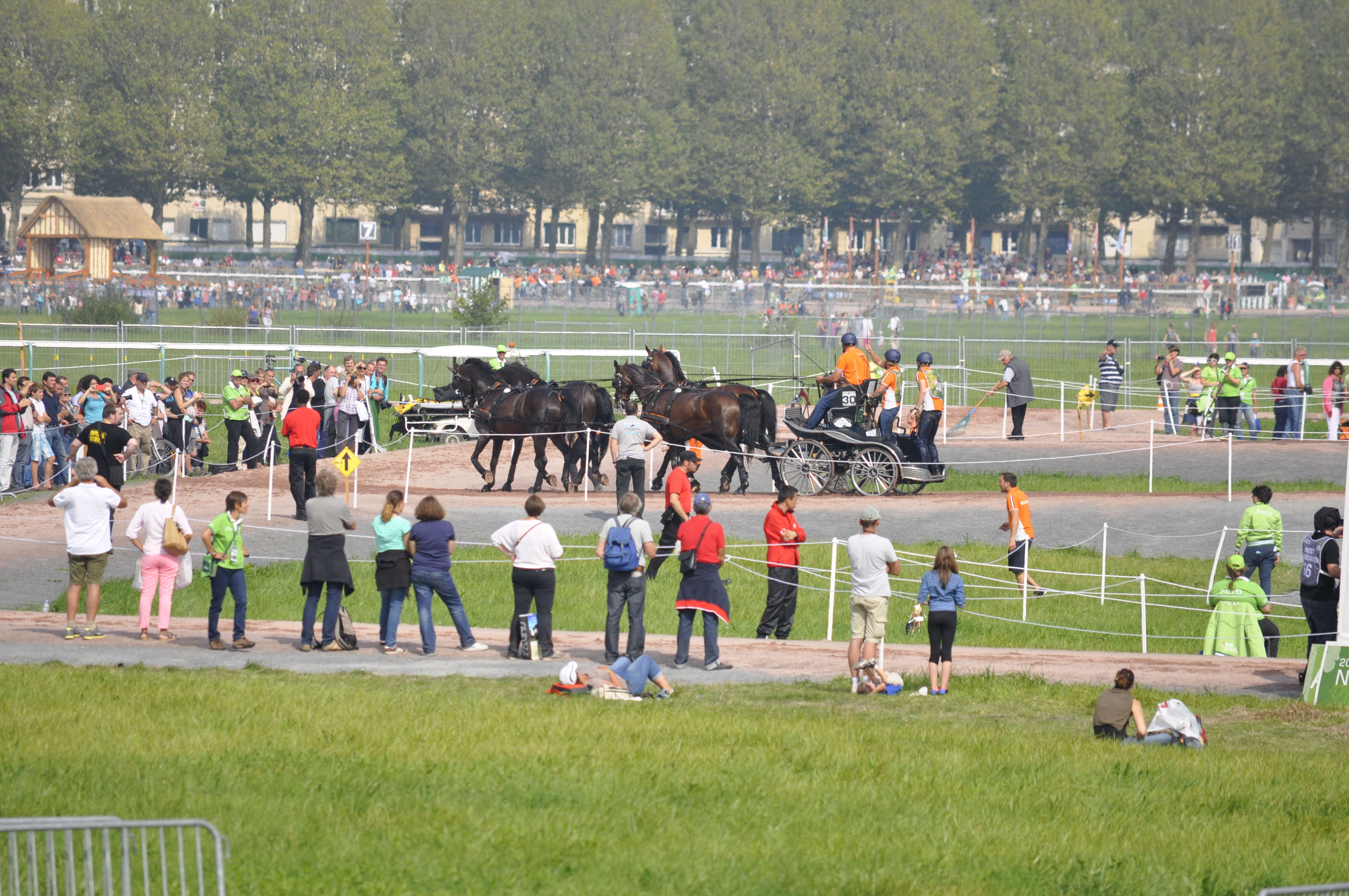
Ijsbrand Chardon est médaille d'or par équipe.

Des meneurs de 19 pays participent à ces épreuves, avec un total de 15 équipes et de 4 autres nations ayant engagé des compétiteurs en individuel.
| Classement         | Meneur         | Chevaux                                      | Pays       | Points dressage | Points marathon | Points maniabilité | Total Points |
| ------------------ | -------------- | -------------------------------------------- | ---------- | --------------- | --------------- | ------------------ | ------------ |
| Médaille d'or      | Boyd Exell     | Capone II Curios Rambo 395 Spitfire Winston  | Australie  | 35,51           | 90,32           | 0,00               | 125,83       |
| Médaille d'argent  | Chester Weber  | Boris W Boy W Para Splash Uniek              | États-Unis | 32,21           | 96,39           | 0.00               | 128,60       |
| Médaille de bronze | Theo Timmerman | Bravour Danbrozie Don Marcell Winston E Zepp | Pays-Bas   | 37,28           | 96,60           | 0.00               | 133,88       |

| Classement         | Meneurs                                             | Pays      | Total Points |
| ------------------ | --------------------------------------------------- | --------- | ------------ |
| Médaille d'or      | Ijsbrand Chardon Koos de Ronde Theo Timmerman       | Pays-Bas  | 263,19       |
| Médaille d'argent  | Michael Brauchle Christoph Sandmann Georg von Stein | Allemagne | 283,56       |
| Médaille de bronze | József Dobrovitz József Dobrovitz Jr. Zoltán Lázár  | Hongrie   | 287,29       |

### Concours complet d'équitation

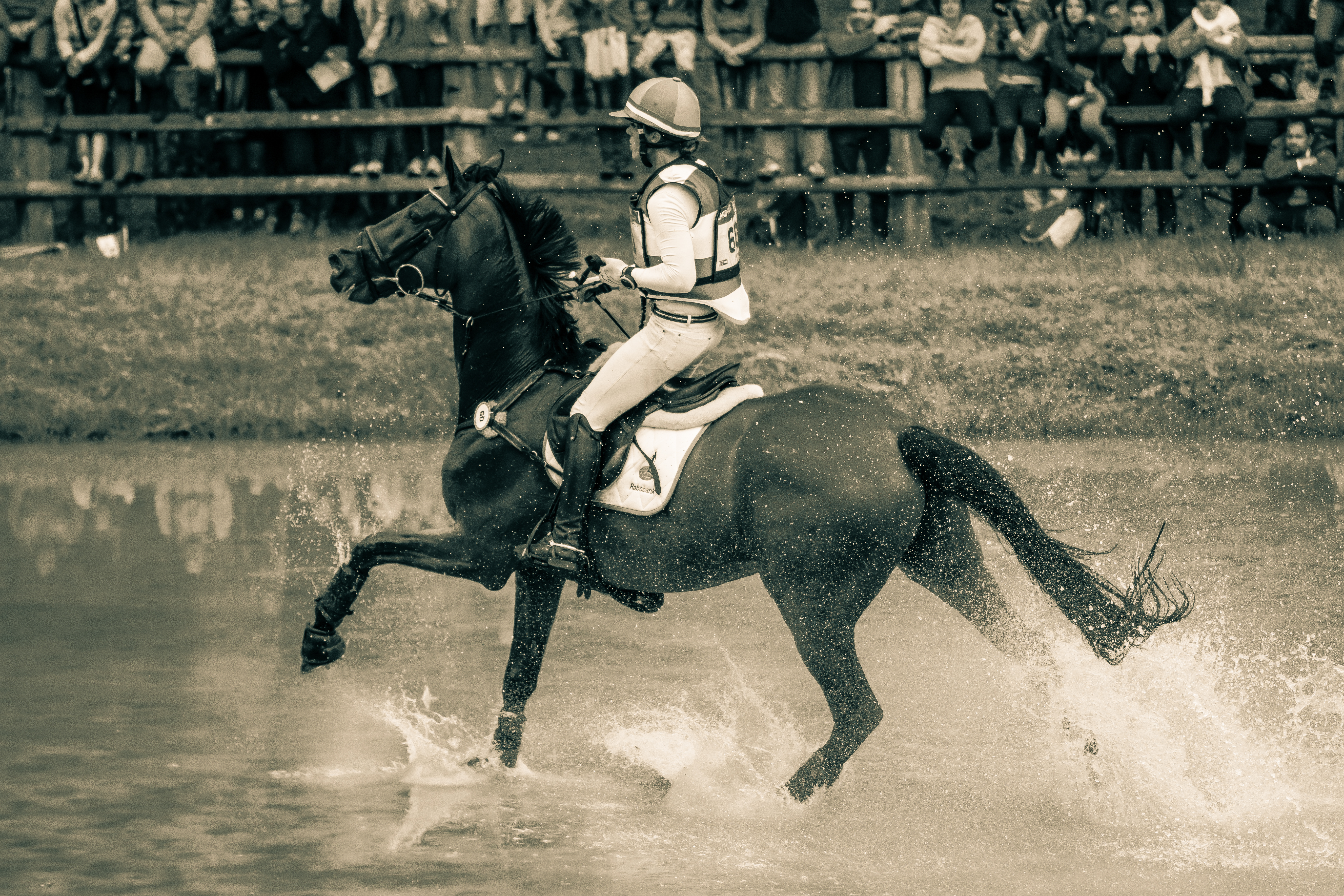
Merel Blom sur Rumour Has It, 3e par équipe.

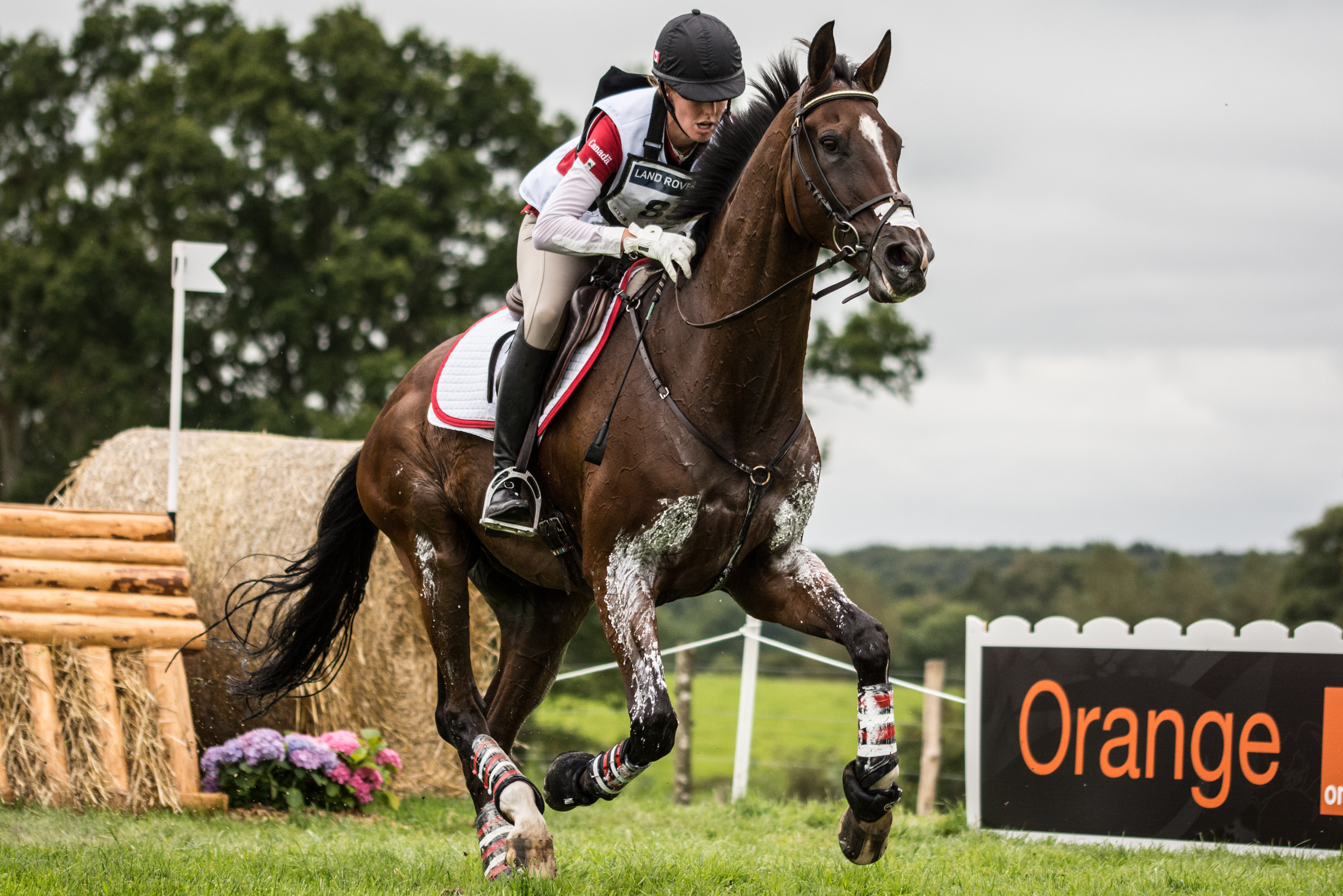
La canadienne Selena O'Hanlon sur Foxwood High.

Des cavaliers de 29 pays participent à ces épreuves, avec un total de 23 équipes et de 6 autres nations ayant engagé des compétiteurs en individuel. L'épreuve de cross est marquée par le décès de Wild Lone ayant pour cavalier  le britannique Harry Meade. Le hongre de 13 ans s'est écroulé après avoir franchi la ligne d'arrivée.
| Classement         | Cavalier         | Cheval           | Pays        | Points Dressage | Points Cross | Points Obstacles | Total Points |
| ------------------ | ---------------- | ---------------- | ----------- | --------------- | ------------ | ---------------- | ------------ |
| Médaille d'or      | Sandra Auffarth  | Opgun Louv       | Allemagne   | 35,2            | 52           | 0                | 52           |
| Médaille d'argent  | Michael Jung     | Fishcherrocana F | Allemagne   | 40,7            | 52,3         | 0                | 52,3         |
| Médaille de bronze | William Fox-Pitt | Chilli Morning   | Royaume-Uni | 37,5            | 50,3         | 4                | 54,3         |

| Classement         | Cavaliers                                                | Chevaux                                                 | Pays        | Total Points |
| ------------------ | -------------------------------------------------------- | ------------------------------------------------------- | ----------- | ------------ |
| Médaille d'or      | Sandra Auffarth Michael Jung Ingrid Klimke Dirk Schrade  | Opgun Louvo Fishcherrocana F FRH Escada JS Hop And Skip | Allemagne   | 177,9        |
| Médaille d'argent  | William Fox-Pitt Zara Phillips Kristina Cook Harry Meade | Chilli Morning High Kingdom De Novo News Wild Lone      | Royaume-Uni | 198,8        |
| Médaille de bronze | Elaine Pen Tim Lips Merel Blom Andrew Heffernan          | Vira Keyflow N.O.P. Rumour Has It Boleybawn Ace         | Pays-Bas    | 246,8        |

### Dressage

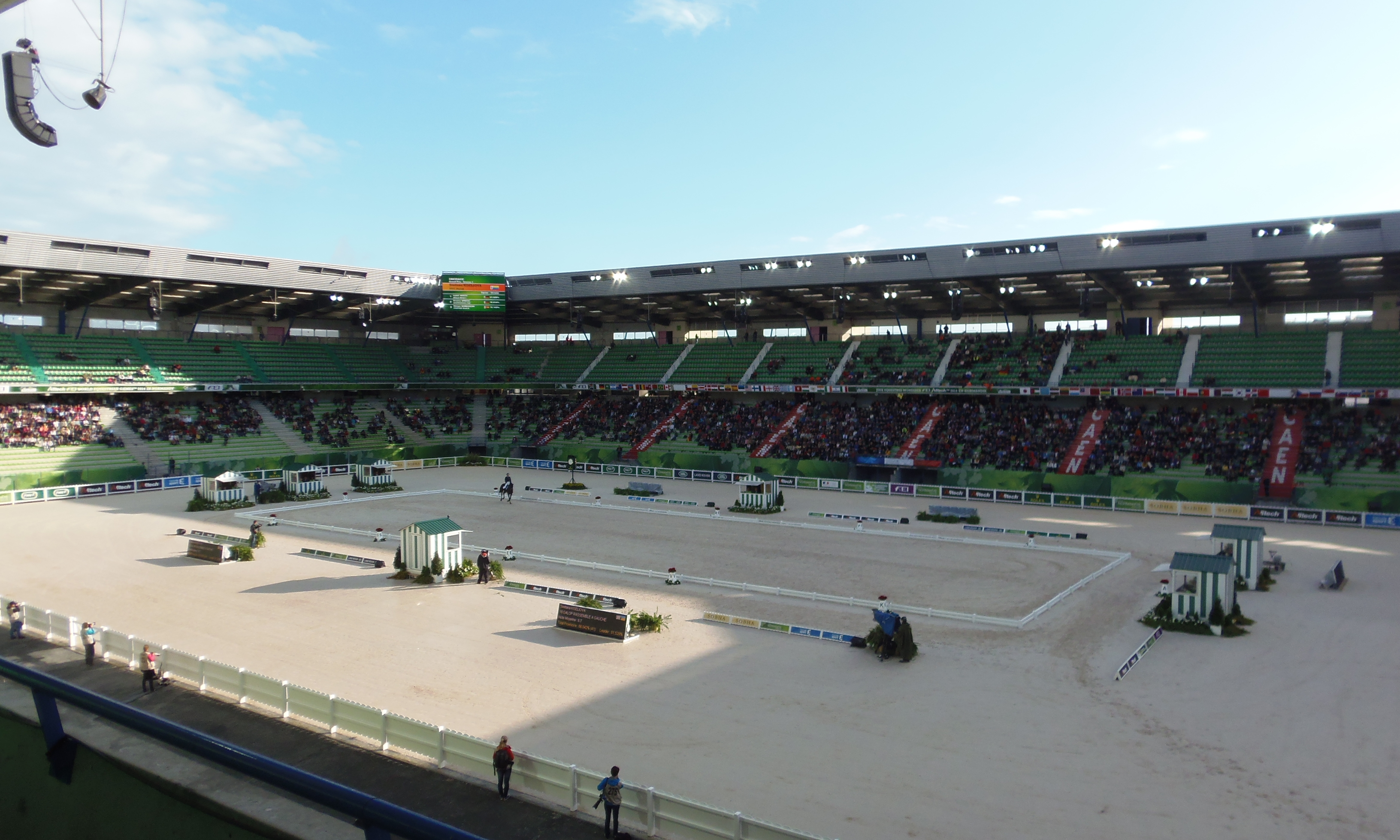
La carrière installée au stade d'Ornano lors de la reprise de Svetlana Kiseliova en dressage par équipe.

Des cavaliers de 39 pays participent à ces épreuves, avec un total de 28 équipes et de 11 autres nations ayant engagé des compétiteurs en individuel.

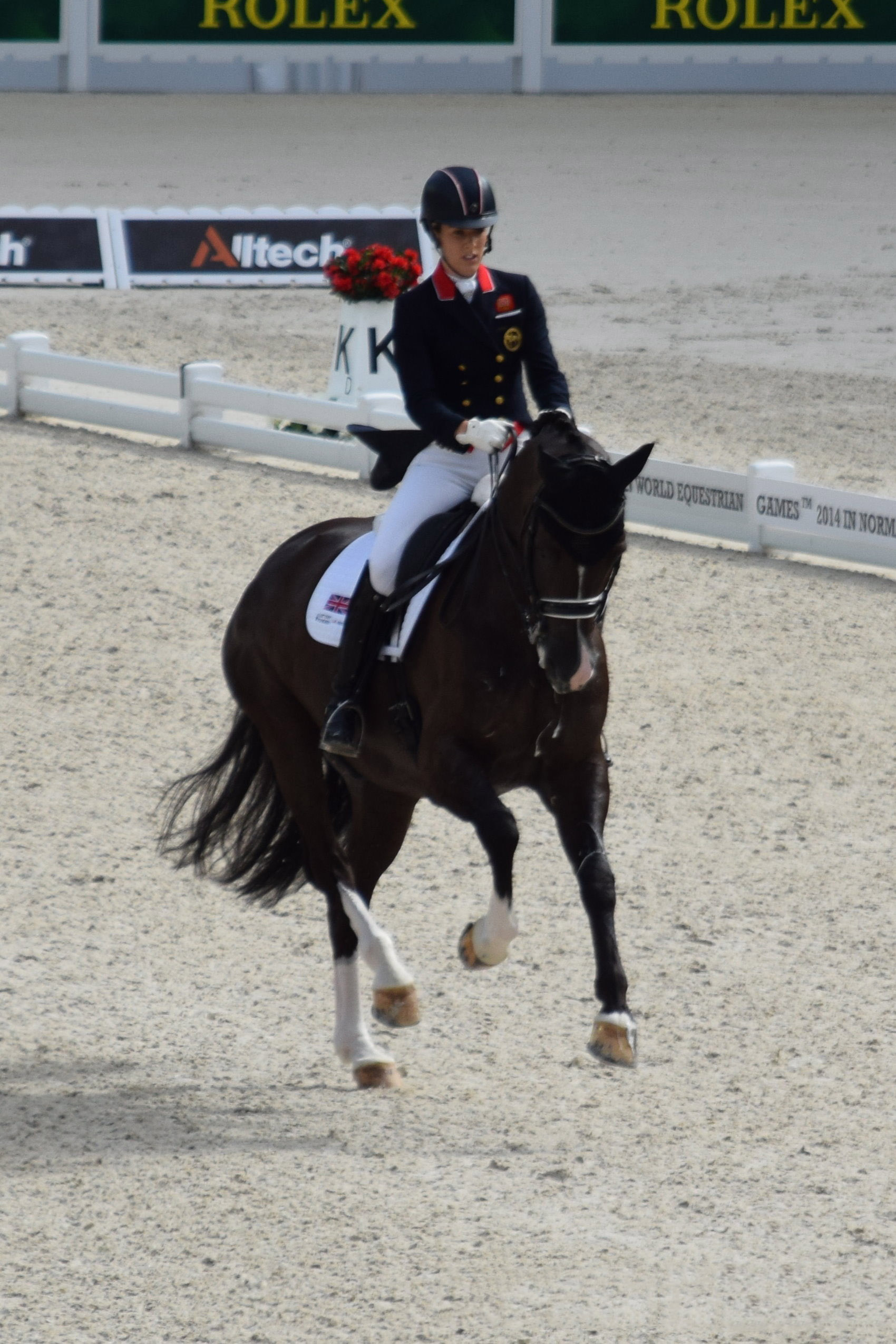
Charlotte Dujardin remporte le Grand Prix Spécial et la Reprise Libre en Musique.

| Classement         | Cavalier             | Cheval                 | Pays        | Note Finale |
| ------------------ | -------------------- | ---------------------- | ----------- | ----------- |
| Médaille d'or      | Charlotte Dujardin   | Valegro                | Royaume-Uni | 92,161      |
| Médaille d'argent  | Helen Langehanenberg | Damon Hill NRW         | Allemagne   | 88,286      |
| Médaille de bronze | Adelinde Cornelissen | Jerich Parzival N.O.P. | Pays-Bas    | 85,714      |

| Classement         | Cavalier             | Cheval         | Pays        | Note Finale |
| ------------------ | -------------------- | -------------- | ----------- | ----------- |
| Médaille d'or      | Charlotte Dujardin   | Valegro        | Royaume-Uni | 86,120      |
| Médaille d'argent  | Helen Langehanenberg | Damon Hill NRW | Allemagne   | 84,468      |
| Médaille de bronze | Kristina Sprehe      | Desperados FRH | Allemagne   | 79,762      |

| Classement         | Cavaliers                                                                   | Chevaux                                                                   | Pays        | Note Totale |
| ------------------ | --------------------------------------------------------------------------- | ------------------------------------------------------------------------- | ----------- | ----------- |
| Médaille d'or      | Isabell Werth Helen Langehanenberg Kristina Sprehe Fabienne Lutkemeier      | Bella Rose 2 Damon Hill NRW Desperados FRH D’Agostino FRH                 | Allemagne   | 241,700     |
| Médaille d'argent  | Charlotte Dujardin Carl Hester Michael Eilberg Gareth Hughes                | Valegro Nip Tuck Half Moon Delphi Dv Stenkjers Nadonna                    | Royaume-Uni | 231,343     |
| Médaille de bronze | Adelinde Cornelissen Hans Peter Minderhoud Diederik van Silfouht Edward Gal | Jerich Parzival N.O.P. Glock's Johnson TN Arlando NH N.O.P. Glock's Voice | Pays-Bas    | 227,400     |

### Dressage para-équestre

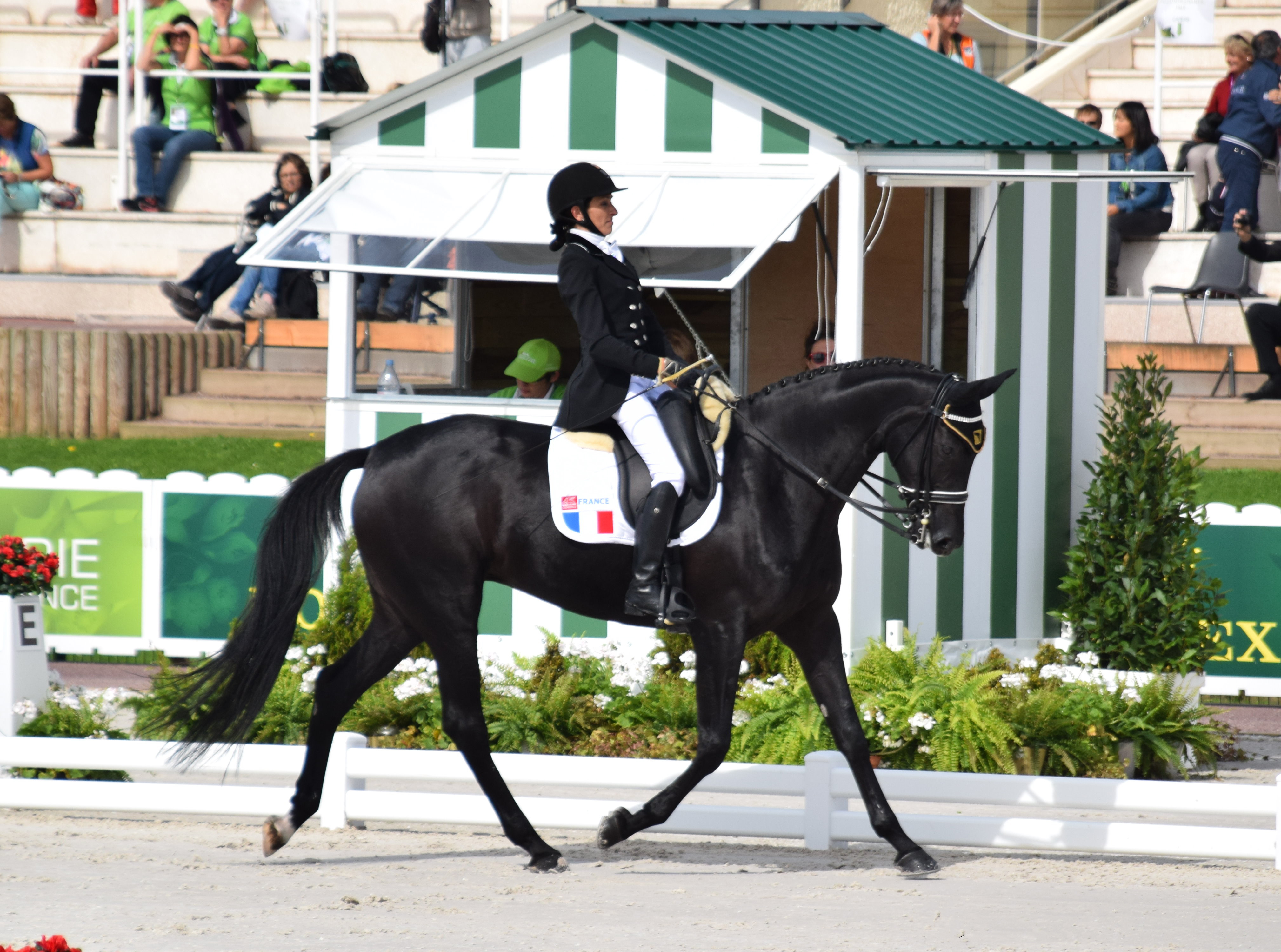
La cavalière française Anne-Frédérique Royon durant sa reprise.

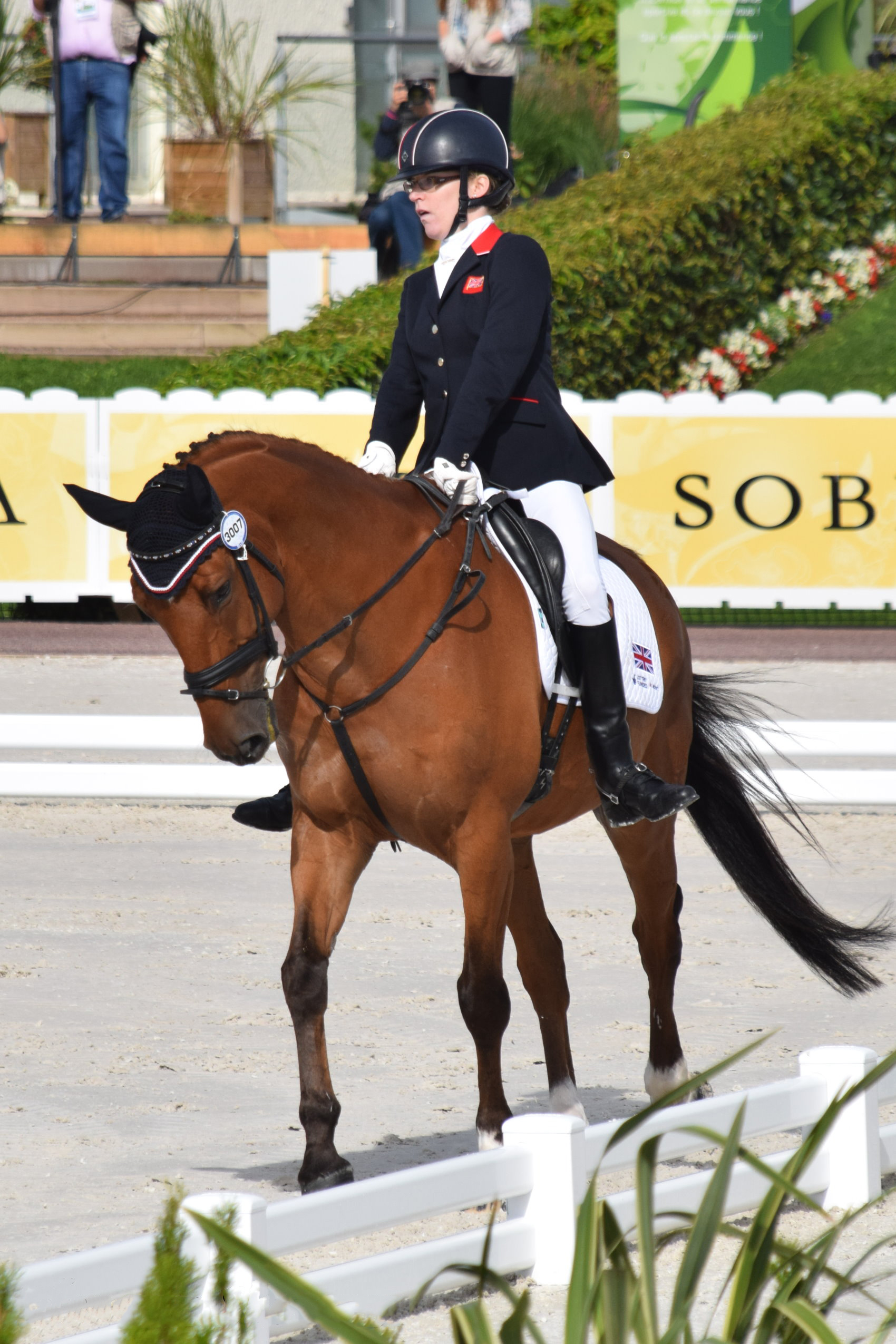
Sophie Christiansen gagne la médaille d'or en individuel et la médaille d'argent sur la Reprise Libre en Musique en Grade Ia.

Des cavaliers handisports de 34 pays participent à ces épreuves, avec un total de 24 équipes et de 10 autres nations ayant engagé des compétiteurs en individuel.
| Classement         | Cavalier            | Cheval        | Pays        | Note Finale |
| ------------------ | ------------------- | ------------- | ----------- | ----------- |
| Médaille d'or      | Sophie Christiansen | Janeiro 6     | Royaume-Uni | 77,565      |
| Médaille d'argent  | Sara Morgant        | Royal Delight | Italie      | 76,478      |
| Médaille de bronze | Laurentia Tan       | Ruben James 2 | Singapour   | 75,048      |

| Classement         | Cavalier        | Cheval         | Pays        | Note Finale |
| ------------------ | --------------- | -------------- | ----------- | ----------- |
| Médaille d'or      | Lee Pearson     | Zion           | Royaume-Uni | 77,310      |
| Médaille d'argent  | Pepo Puch       | Fine Feeling S | Autriche    | 74,793      |
| Médaille de bronze | Nicole Den Dulk | Wallace        | Pays-Bas    | 71,621      |

| Classement         | Cavalier           | Cheval  | Pays        | Note Finale |
| ------------------ | ------------------ | ------- | ----------- | ----------- |
| Médaille d'or      | Rixt Van Der Horst | Uniek   | Pays-Bas    |             |
| Médaille d'argent  | Natasha Baker      | Cabral  | Royaume-Uni |             |
| Médaille de bronze | Laurent Barwick    | Wallace | Canada      |             |

| Classement         | Cavalier           | Cheval             | Pays      | Note Finale |
| ------------------ | ------------------ | ------------------ | --------- | ----------- |
| Médaille d'or      | Hannelore Brenner  | Women of the World | Allemagne | 72,474      |
| Médaille d'argent  | Sanne Voets        | Vedet BP N.O.P     | Pays-Bas  | 72,053      |
| Médaille de bronze | Annika Lykke Risum | Aros A Fenris      | Danemark  | 69,868      |

| Classement         | Cavalier       | Cheval           | Pays        | Note Finale |
| ------------------ | -------------- | ---------------- | ----------- | ----------- |
| Médaille d'or      | Michèle George | FBW Rainman      | Belgique    | 74,881      |
| Médaille d'argent  | Sophie Wells   | Valerius         | Royaume-Uni | 74,333      |
| Médaille de bronze | Frank Hosmar   | Alphaville N.O.P | Pays-Bas    | 73,50       |

| Classement         | Cavalier            | Cheval        | Pays        | Note Finale |
| ------------------ | ------------------- | ------------- | ----------- | ----------- |
| Médaille d'or      | Sara Morganti       | Royal Delight | Italie      |             |
| Médaille d'argent  | Sophie Christiansen | Janeiro 6     | Royaume-Uni |             |
| Médaille de bronze | Elke Philipp        | Regaliz       | Allemagne   |             |

| Classement         | Cavalier        | Cheval         | Pays        | Note Finale |
| ------------------ | --------------- | -------------- | ----------- | ----------- |
| Médaille d'or      | Lee Pearson     | Zion           | Royaume-Uni |             |
| Médaille d'argent  | Pepo Puch       | Fine Feeling S | Autriche    |             |
| Médaille de bronze | Nicole Den Dulk | Wallace        | Pays-Bas    |             |

| Classement         | Cavalier           | Cheval       | Pays     | Note Finale |
| ------------------ | ------------------ | ------------ | -------- | ----------- |
| Médaille d'or      | Rixt Van Der Horst | Uniek        | Pays-Bas |             |
| Médaille d'argent  | Laurent Barwick    | Off To Paris | Canada   |             |
| Médaille de bronze | Demi Vermeulen     | Vaness       | Pays-Bas |             |

| Classement         | Cavalier           | Cheval             | Pays      | Note Finale |
| ------------------ | ------------------ | ------------------ | --------- | ----------- |
| Médaille d'or      | Anne Voets         | Vedet PB N.O.P     | Pays-Bas  |             |
| Médaille d'argent  | Hannelore Brenner  | Women Of The World | Allemagne |             |
| Médaille de bronze | Annika Lykke Risum | Aros A Fenris      | Danemark  |             |

| Classement         | Cavalier       | Cheval           | Pays        | Note Finale |
| ------------------ | -------------- | ---------------- | ----------- | ----------- |
| Médaille d'or      | Michèle George | FBW Rainman      | Belgique    |             |
| Médaille d'argent  | Sophie Wells   | Valerius         | Royaume-Uni |             |
| Médaille de bronze | Frank Hosmar   | Alphaville N.O.P | Pays-Bas    |             |

| Classement         | Cavalier                                                     | Cheval                                              | Pays        | Note Finale |
| ------------------ | ------------------------------------------------------------ | --------------------------------------------------- | ----------- | ----------- |
| Médaille d'or      | Lee Pearson Sophie Christiansen Sophie Wells Natasha Baker   | Zion Janeiro 6 Valerius Cabral                      | Royaume-Uni | 456,024     |
| Médaille d'argent  | Frank Hosmar Sanne Voets Rixt van der Horst Demi Vermulen    | Alphaville N.O.P. Vedet PB N.O.P. Uniek Vaness      | Allemagne   | 436,941     |
| Médaille de bronze | Elke Philipp Hannelore Brenner Carolin Schnarre Britta Näpel | Regaliz Women Of The World Del Rusch Let's Dance 89 | Pays-Bas    | 432,510     |

### Endurance

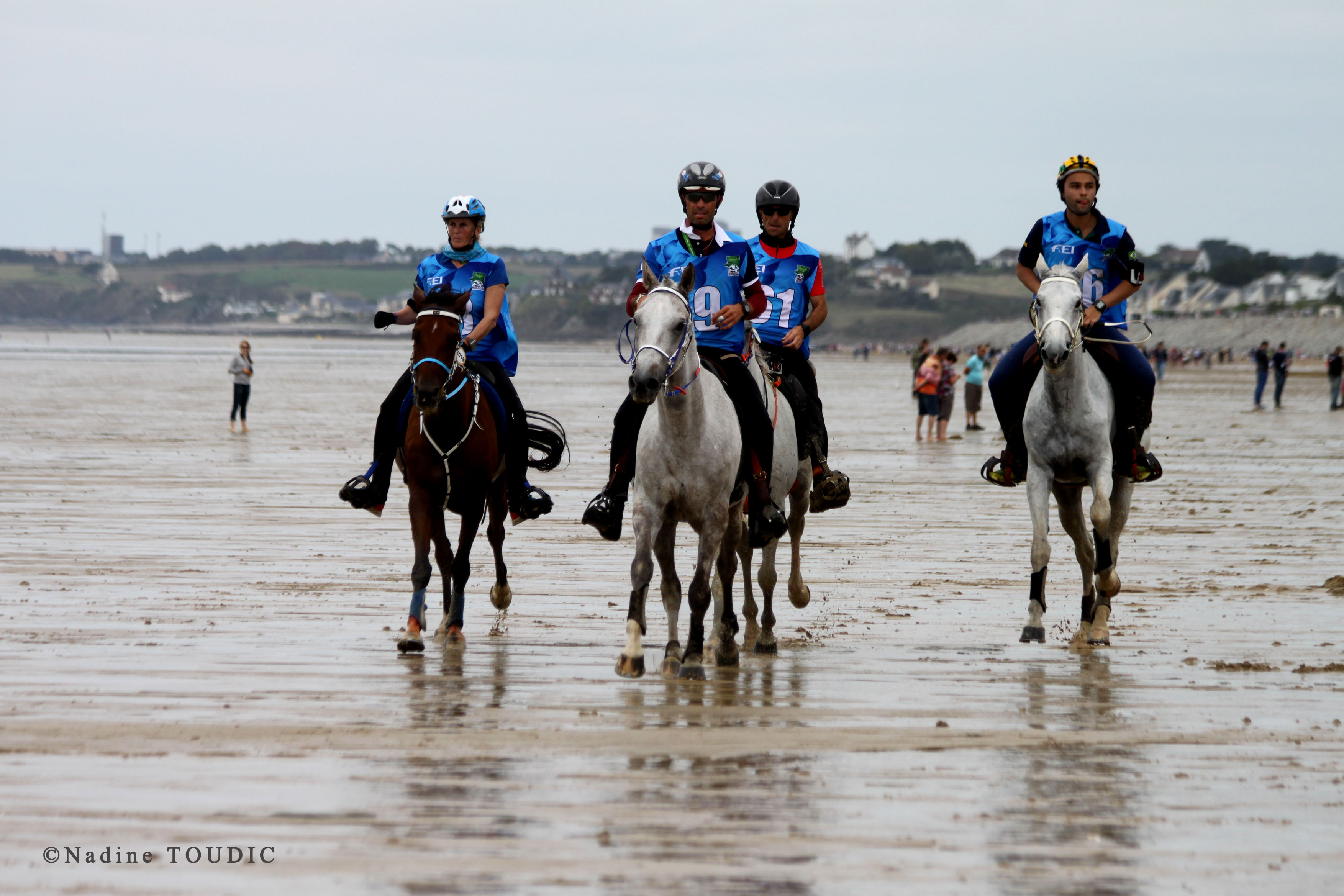
L'équipe de France d'endurance aux Jeux Equestres Mondiaux de 2014 en Normandie.

Des cavaliers de 50 pays participent à ces épreuves, avec un total de 40 équipes et de 10 autres nations ayant engagé des compétiteurs en individuel. La course est précédée d'un climat de suspicion, en raison des nombreuses affaires de dopage touchant notamment les cavaliers des pays du Moyen-Orient, et d'un soupçon de conflit d’intérêts pour la présidente de la Fédération équestre internationale, dont l'époux est cavalier d'endurance.
L'épreuve est marquée par la mort accidentelle de Dorado, le cheval de la cavalière costaricaine Claudia Romero Chacon, le couple a lourdement chuté contre un arbre seulement 400 m avant le premier point d'assistance.
Comme à leur habitude, les cavaliers des pays du Golfe font la course le plus rapidement possible, au risque d'essuyer de nombreux abandons aux contrôles vétérinaires. Le Sheikh Hamdane ben Mohammed Al Maktoum, des Émirats arabes unis, remporte l'épreuve, suivi par la Néerlandaise Marijke Visser et le Qatari Abdulrahman Saad A.S. Al Sulaiteen. Par équipes, l'Espagne l'emporte devant la France et la Suisse.
| Classement         | Cavalier                           | Cheval          | Pays                | Temps           | Vitesse moyenne |
| ------------------ | ---------------------------------- | --------------- | ------------------- | --------------- | --------------- |
| Médaille d'or      | Hamdane ben Mohammed Al Maktoum    | Yamamah         | Émirats arabes unis | 8 h 08 min 28 s | 19,678 km/h     |
| Médaille d'argent  | Marijke Visser                     | Laiza de Jalima | Pays-Bas            | 8 h 19 min 07 s | 19,258 km/h     |
| Médaille de bronze | Abdulrahman Saad A.S. Al Sulaiteen | Koheilan Kincso | Qatar               | 8 h 56 min 23 s | 17,920 km/h     |

| Classement         | Pays    | Cavaliers                    | Chevaux             | Temps total      |
| ------------------ | ------- | ---------------------------- | ------------------- | ---------------- |
| Médaille d'or      | Espagne | Jaume Punti Dachs (5e)       | Novisaad D'Aqui     | 28 h 56 min 02 s |
| Médaille d'or      | Espagne | Jordi Arboix Santacreau (6e) | Mystair des Aubus   | 28 h 56 min 02 s |
| Médaille d'or      | Espagne | Cervera Sanchez-Arnedo (21e) | Stawblade           | 28 h 56 min 02 s |
| Médaille d'argent  | France  | Jean-Philippe Francès (8e)   | Secret de mon Cœur  | 29 h 08 min 44 s |
| Médaille d'argent  | France  | Franck Laousse (11e)         | Nyky de la Fontaine | 29 h 08 min 44 s |
| Médaille d'argent  | France  | Nicolas Ballarin (12e)       | Lemir de Gargassan  | 29 h 08 min 44 s |
| Médaille d'argent  | France  | Denis Le Guillou (13e)       | Otimmins Armor      | 29 h 08 min 44 s |
| Médaille de bronze | Suisse  | Barbara Lissarrague (4e)     | Preume de Paute     | 29 h 42 min 54 s |
| Médaille de bronze | Suisse  | Sonja Fritschi (25e)         | Okkarina d'Alsace   | 29 h 42 min 54 s |
| Médaille de bronze | Suisse  | Andrea Amacher (26e)         | Rustik d'Alsace     | 29 h 42 min 54 s |

### Reining
Des cavaliers de 25 pays participent à ces épreuves, avec un total de 19 équipes et de 6 autres nations ayant engagé des compétiteurs en individuel.
| Classement         | Cavalier         | Cheval              | Pays       | Total Points |
| ------------------ | ---------------- | ------------------- | ---------- | ------------ |
| Médaille d'or      | Shawn Flarida    | Spooks Gotta Whiz   | États-Unis | 233,5        |
| Médaille d'argent  | Andrea Fappani   | Custom Cash Advance | États-Unis | 229,0        |
| Médaille de bronze | Mandy McCutcheon | Yellow Jersey       | États-Unis | 227,0        |

| Classement         | Cavaliers                                                               | Chevaux                                                                | Pays       | Total Points |
| ------------------ | ----------------------------------------------------------------------- | ---------------------------------------------------------------------- | ---------- | ------------ |
| Médaille d'or      | Shawn Flarida Mandy McCutechon Andrea Fappani Jordan Larson             | Spooks Gotta Whiz Yellow Jersey Custom Cash Advance HF Mobster         | États-Unis | 677,5        |
| Médaille d'argent  | Ann Poels Cira Baeck Bernard Fonck Piet Mestdagh                        | Nic Ricochet Colonels Shining Gun Sail On Top Whizard RS Spat Mano War | Belgique   | 663,0        |
| Médaille de bronze | Martin Mühlstätter Rudi Kronsteiner Tina Künstner-Mantl Markus Morawitz | Wimpys Little Buddy Dr Lee Hook Cashn Rooster Dun It Whiz Jerry        | Autriche   | 658,5        |

### Saut d'obstacles
Des cavaliers de 57 pays participent à ces épreuves, avec un total de 41 équipes et de 16 autres nations ayant engagé des compétiteurs en individuel.
| Classement         | Cavalier             | Pays       | Zenith SFN | Casal ASK | Cortes 'C' | Orient Express*HDC | Total points |
| ------------------ | -------------------- | ---------- | ---------- | --------- | ---------- | ------------------ | ------------ |
| Médaille d'or      | Jeroen Dubbeldam     | Pays-Bas   | 0          | 0         | 0          | 0                  | 0            |
| Médaille d'argent  | Patrice Delaveau     | France     | 0          | 1         | 0          | 0                  | 1            |
| Médaille de bronze | Beezie Madden        | États-Unis | 4          | 4         | 0          | 4                  | 12           |
| 4e                 | Rolf-Göran Bengtsson | Suède      | 6          | 4         | 0          | 4                  | 14           |

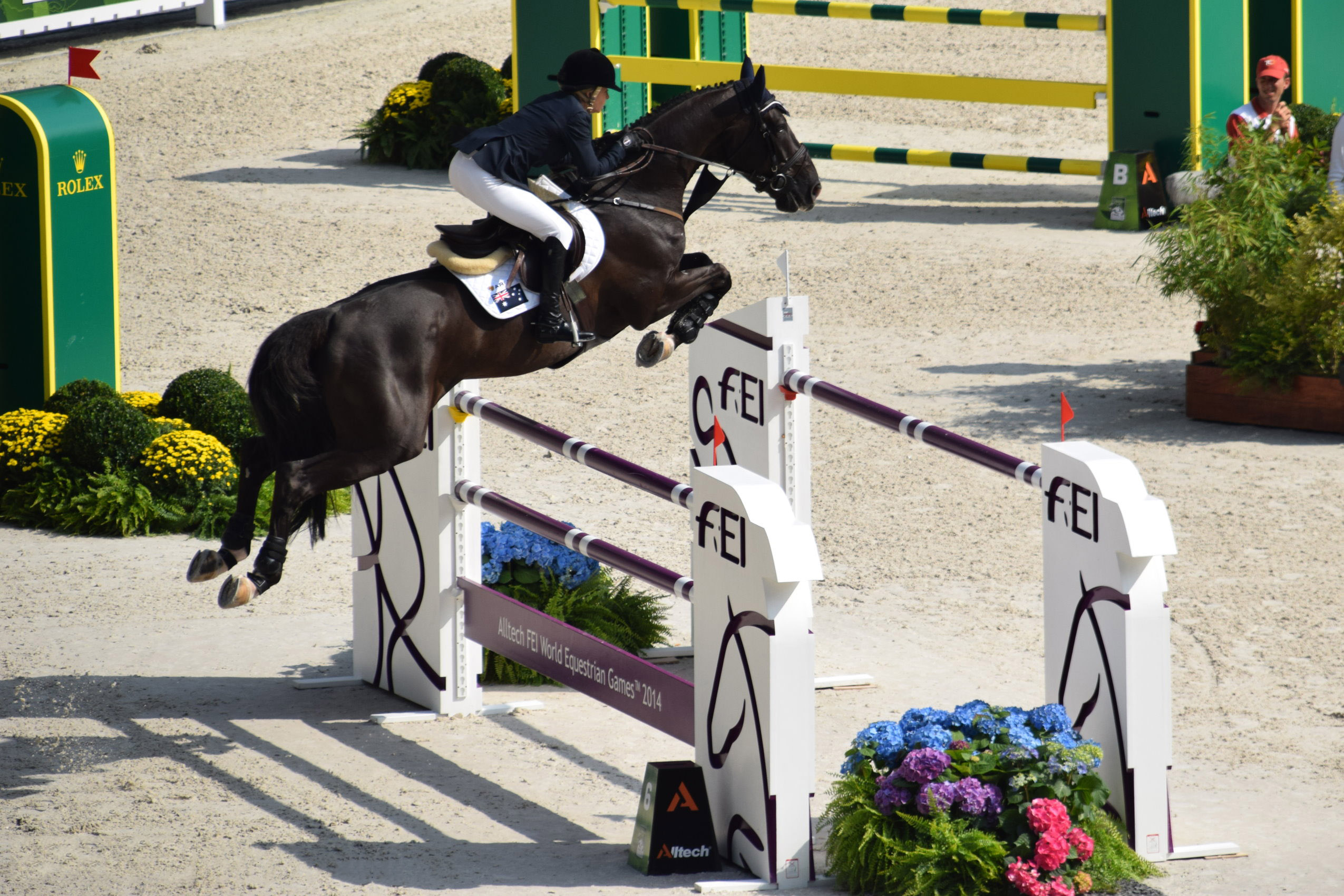
Edwina Tops-Alexander sur l'un de ses tours.

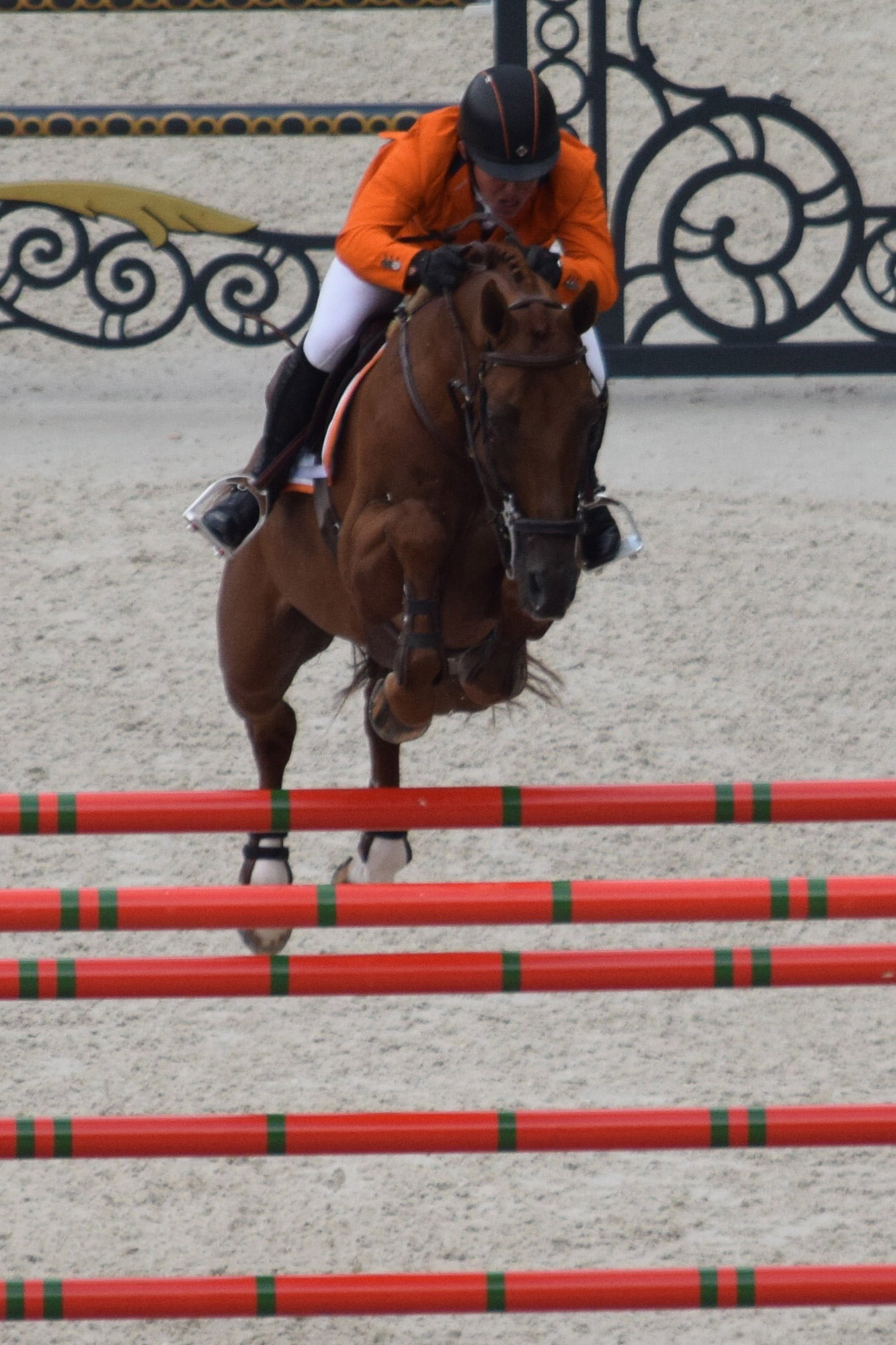
Gerco Schröder est médaille d'or par équipe.

La finale tournante regroupe les 4 meilleurs cavaliers et chevaux de la compétition. Chaque cavalier monte tour à tour les quatre chevaux sur un parcours. En cas d'égalité du nombre de points, un barrage avec chronomètre est organisé pour déterminer le vainqueur.
| Classement         | Cavaliers                                                           | Chevaux                                                                          | Pays       | Total Points |
| ------------------ | ------------------------------------------------------------------- | -------------------------------------------------------------------------------- | ---------- | ------------ |
| Médaille d'or      | Jeroen Dubbeldam maikel van der Vleuten Jur Vrieling Gerco Schröder | Zenith SFN VDL Groep Verdi TN N.O.P. VDL Bubalu Glock's London N.O.P.            | Pays-Bas   | 12,83        |
| Médaille d'argent  | Simon Delestre Pénélope Leprevost Kevin Staut Patrice Delaveau      | Qlassic Bois Margot Flora de Mariposa Rêveur de Hurtebise HDC Orient Express*HDC | France     | 14,08        |
| Médaille de bronze | McLain Ward Kent Farrington Lucy Davis Beezie Madden                | Rothchild Voyeur Barron Cortes'C'                                                | États-Unis | 16,72        |

Jérôme Hurel et Quartz Rouge sont réservistes de l'équipe de France.

### Voltige
Des voltigeurs de 29 pays participent à ces épreuves.

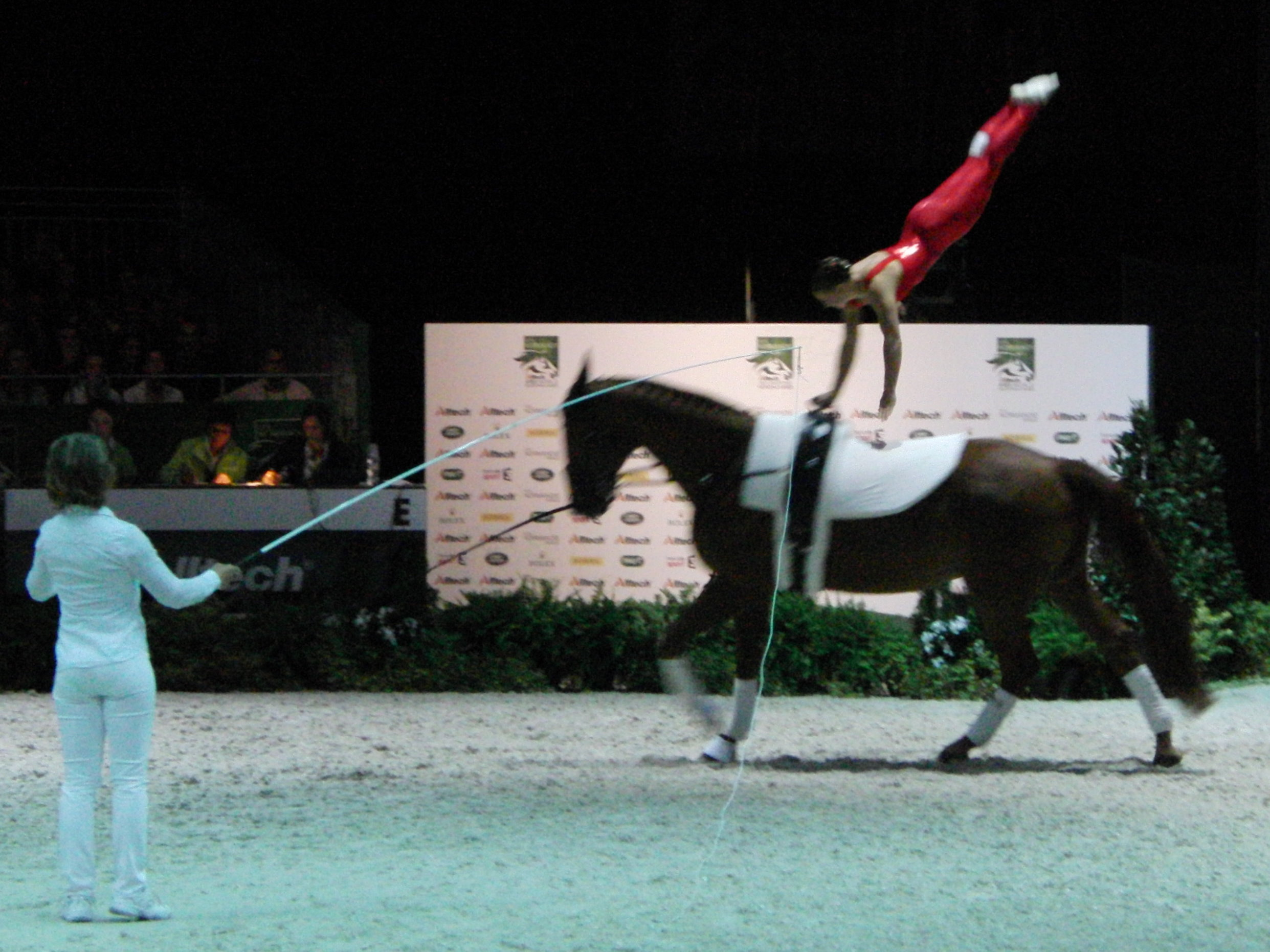
La Suissesse Simone Jäiser lors des imposés.

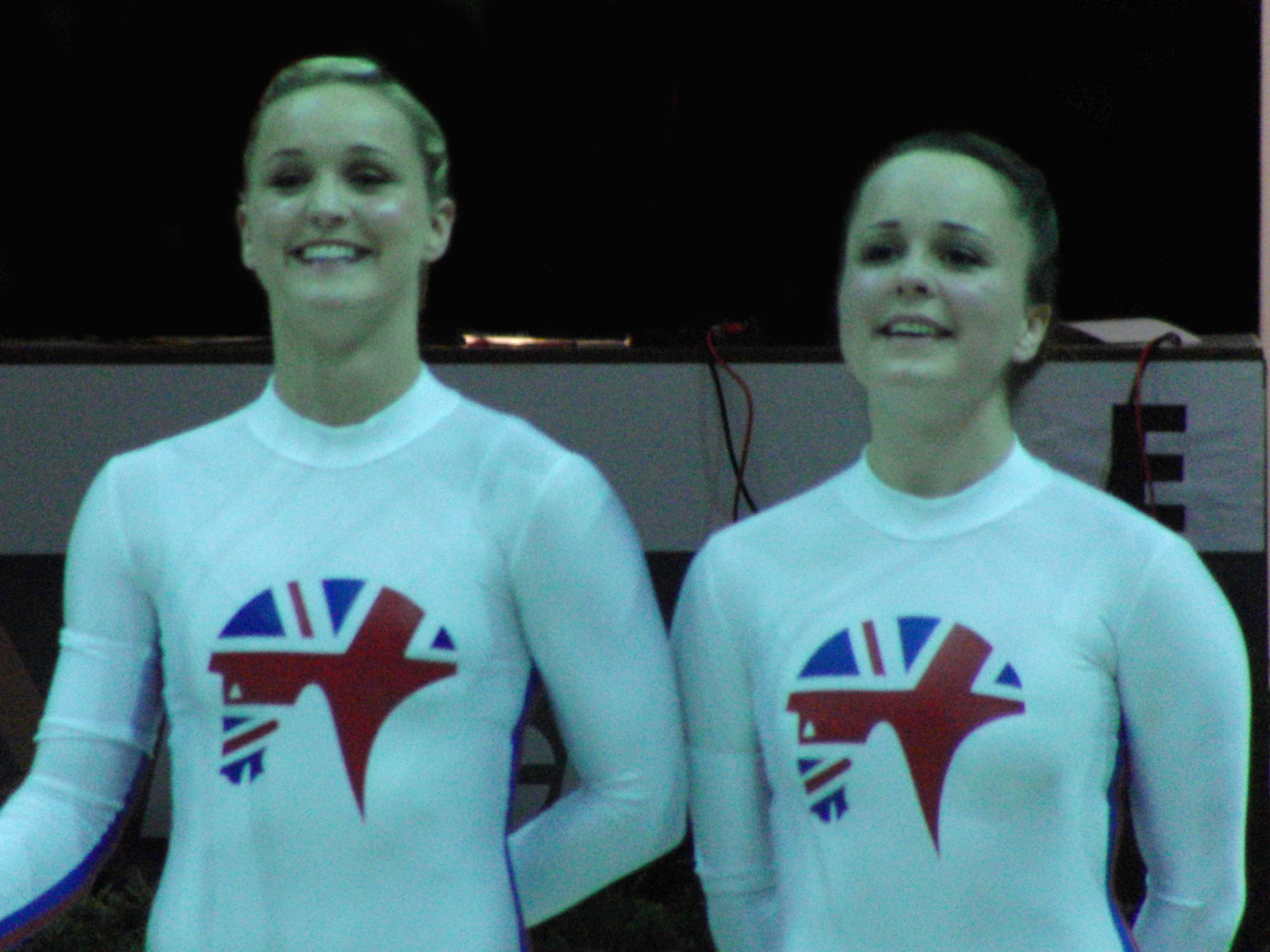
Joanne et Hannah Eccles remportent la médaille de bronze en Pas de deux.

| Classement         | Voltigeur        | Longeur              | Cheval         | Pays      | Note finale |
| ------------------ | ---------------- | -------------------- | -------------- | --------- | ----------- |
| Médaille d'or      | Jacques Ferrari  | François Athimon     | Poivre Vert    | France    | 8,629       |
| Médaille d'argent  | Nicolas Andréani | Marina Joosten Dupon | Just a Kiss HN | France    | 8,498       |
| Médaille de bronze | Erik Oese        | Andreas Bassler      | Calvador 5     | Allemagne | 8,483       |

| Classement         | Voltigeuse     | Longeur       | Cheval      | Pays        | Note finale |
| ------------------ | -------------- | ------------- | ----------- | ----------- | ----------- |
| Médaille d'or      | Joanne Eccles  | John Eccles   | W H Bentley | Royaume-Uni | 8,718       |
| Médaille d'argent  | Anna Cavallaro | Nelson Vidoni | Harley      | Italie      | 8,452       |
| Médaille de bronze | Simone Jäiser  | Rita Blieske  | Luk         | Suisse      | 8,433       |

| Classement         | Voltigeurs                   | Longeur         | Cheval       | Pays        | Note finale |
| ------------------ | ---------------------------- | --------------- | ------------ | ----------- | ----------- |
| Médaille d'or      | Jasmin Lindner Lukas Wacha   | Klaus Haidacher | Bram         | Autriche    | 9,059       |
| Médaille d'argent  | Pia Engelberty Torben Jacobs | Patric Looser   | Danny Boy 25 | Allemagne   | 8,605       |
| Médaille de bronze | Joanne Eccles Hannah Eccles  | John Eccles     | W H Bentley  | Royaume-Uni | 8,575       |

| Classement         | Voltigeurs                                                                                | Longeur                      | Cheval       | Pays      | Note finale |
| ------------------ | ----------------------------------------------------------------------------------------- | ---------------------------- | ------------ | --------- | ----------- |
| Médaille d'or      | Paulina Riedel Mona Pavetic Janika Derks Milena Hieman Julia Dammer Johannes Kay          | Jessica Schmitz              | Delia 99     | Allemagne | 8,724       |
| Médaille d'argent  | Nadja Büttiker Martina Büttiker Ramona Naf Tatjana Prassl Nathalie Bienz Sally Stucki     | Monika Winkler-Bischofberger | Will be good | Suisse    | 8,503       |
| Médaille de bronze | Robin Krause Anthony Presle Nathalie Bitz Clément Taillez Rémy Hombecq Christelle Haennel | Fabrice Holzberger           | Watriano R   | France    | 8,315       |

### Sports de démonstration

#### Horse-ball

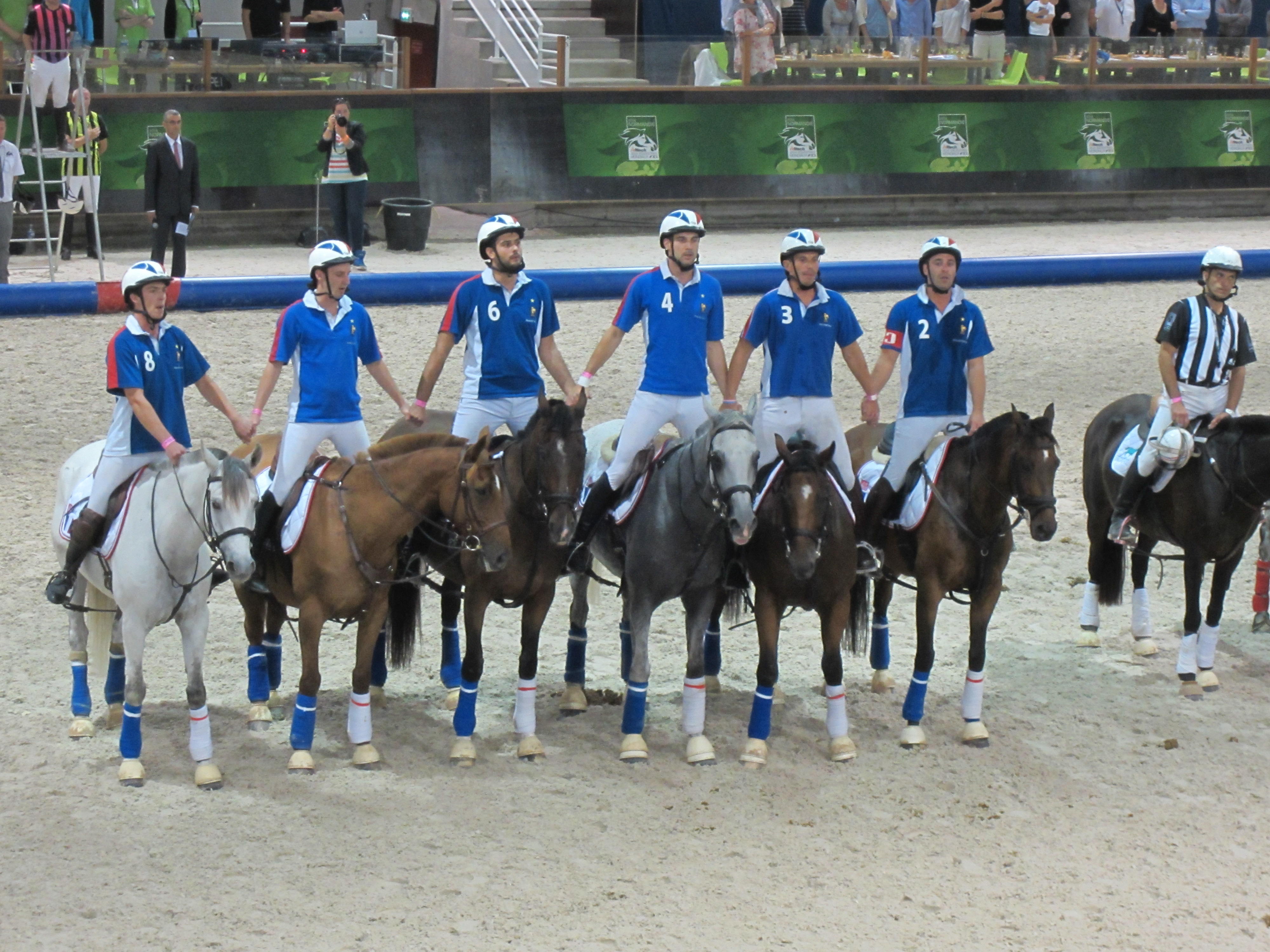
Équipe de France mixte lors du match de poule contre la Belgique

Quatre grandes nations européennes du Horse-ball participeront aux deux tournois de démonstration, avec chacune une équipe mixte et une équipe féminine : France, Espagne, Belgique et Italie.
Les tournois prendront la forme de matchs de poules, à chaque fois les deux meilleurs se rencontreront en finale et les deux équipes les plus faibles s’affronteront lors d'un match pour la 3e place. Le tirage au sort des matchs de poules aura lieu la veille de la compétition soit le 26 août à 18 h.

##### Compétition Pro élite
|   | Équipe   | Pts | J | G | N | P | BP | BC | Diff |
| - | -------- | --- | - | - | - | - | -- | -- | ---- |
| 1 | France   | 9   | 3 | 3 | 0 | 0 | 33 | 13 | +20  |
| 2 | Espagne  | 7   | 3 | 2 | 0 | 1 | 27 | 25 | +2   |
| 3 | Italie   | 5   | 3 | 3 | 1 | 0 | 18 | 23 | -5   |
| 4 | Belgique | 3   | 3 | 0 | 0 | 0 | 14 | 31 | -17  |

| 27 août - 20 h 40 | Espagne | 8 – 11 | France   |
| 27 août - 21 h 25 | Italie  | 8 – 5  | Belgique |
| 28 août - 20 h 20 | Espagne | 9 – 7  | Italie   |
| 28 août - 21 h 05 | France  | 13 – 2 | Belgique |
| 29 août - 20 h 20 | France  | 9 – 3  | Italie   |
| 29 août - 20 h 20 | Espagne | 10 – 7 | Belgique |

- Phase finale : Dimanche 31 août
  - Match 3e place, 19 h 25 :  Italie 6 - 7  Belgique
  - Finale, 21 h 05 :   Espagne 7 - 8 a.p.  France

##### Compétition féminine
|   | Équipe   | Pts | J | G | N | P | BP | BC | Diff |
| - | -------- | --- | - | - | - | - | -- | -- | ---- |
| 1 | France   | 9   | 3 | 3 | 0 | 0 | 27 | 8  | +19  |
| 2 | Espagne  | 7   | 3 | 2 | 0 | 1 | 19 | 16 | +3   |
| 3 | Italie   | 4   | 3 | 2 | 1 | 0 | 12 | 20 | -8   |
| 4 | Belgique | 4   | 3 | 0 | 1 | 0 | 14 | 28 | -14  |

| 27 août - 19 h 10 | France  | 9 – 3  | Espagne  |
| 27 août - 19 h 50 | Italie  | 7 – 7  | Belgique |
| 28 août - 18 h 40 | France  | 8 – 2  | Italie   |
| 28 août - 19 h 25 | Espagne | 11 – 4 | Belgique |
| 29 août - 18 h 40 | Espagne | 5 – 3  | Italie   |
| 29 août - 19 h 25 | France  | 10 – 3 | Belgique |

- Dimanche 31 août
  - Match 3e place, 18 h 40 :  Italie 5 - 4  Belgique
  - Finale, 20 h 20 :   Espagne 0 - 7  France

#### Polo
L'après-midi du 6 septembre a vu le déroulement des démonstrations de polo au Deauville International Polo Club. Deux matchs ont été proposés : 
- un match junior mixte sur shetlands[43].
- un match professionnel opposant l'équipe de France au « reste du monde » représenté par une sélection de quatre des meilleurs joueurs mondiaux. Le résultat final fut de 10 à 6 en faveur des Français après les six manches de sept minutes[43].

## Controverses

### Participants
La participation du Sheikh Nasser bin Hamad al Khalifa, prince héritier du Bahreïn, à l'épreuve d'endurance, entraîne en réponse une campagne de plusieurs lignes de protection des droits de l'homme en raison de l'accusation d'actes de tortures dans son pays en 2011. À la date des jeux équestres mondiaux, Nasser bin Hamad al Khalifa fait l'objet d'une procédure du Service des poursuites de la Couronne britannique visant à lever son immunité fonctionnelle,. Bien qu'éliminé de l'épreuve, il a pu concourir jusqu'à la fin et repartir au Bahreïn sans être inquiété par les autorités françaises ni les organisateurs de la compétition. Le président de la république française François Hollande a par ailleurs reçu le roi du Bahreïn en marge des Jeux équestres mondiaux.

### Organisation
Le comité d'organisation des JEM est la cible de nombreuses critiques, notamment de la part des commerçants qui estiment avoir payé leur emplacement trop cher et bénéficié d'une fréquentation trop faible. Un problème d'organisation a également touché l'épreuve de concours complet au Haras du Pin, samedi 30 août. 15 km de bouchons se forment vers Argentan pour accéder au site, et de nombreux spectateurs arrivent avec un fort retard pour voir l'épreuve. Le comité d'organisation des JEM est accusé de n'avoir pas su prévoir ces difficultés de circulation dues à la taille des routes normandes et au nombre de visiteurs
. Il se défend en assurant que les spectateurs ont « pris la route trop tard ».

### Dopage
Les contrôles antidopage réalisés la première semaine révèlent deux cas positifs, celui de Qalao des Mers, la monture du Français Maxime Livio et celui de Tra Flama, monture de la Sud-Africaine Giliese de Villiers. La substance découverte chez Qalao, l'acépromazine, a un effet calmant. Elle a pu être utilisée avant l’épreuve de dressage pour calmer le cheval. Cette découverte annule la cinquième place du Français sur l'épreuve du concours complet, et remet en cause la sélection de l'équipe de France pour les Jeux olympiques de Rio en 2016. Tra Flama est positif à la phénylbutazone, un anti-inflammatoire non-stéroïdien. Cependant, ce cheval avait déjà été éliminé de la course d'endurance au second contrôle vétérinaire.

## Médias
Les sports équestres sont très peu médiatisés en France. L'organisation d'un grand évènement équestre tel que les Jeux équestres mondiaux sur le territoire français a ouvert des interrogations sur son traitement médiatique. La médiatisation des JEM 2014 s'est faite sur différents axes. Ainsi, au niveau de la télévision, France Télévisions a assuré les résumés des grands moments alors qu'Equidia Life a retransmis l'intégralité de la compétition. La chaîne spécialisée a mis en place une organisation dédiée à l'évènement, s'entourant de consultants renommés, comme Michel Robert et Odile Van Doorn, pour assurer les commentaires des épreuves.
Globalement, 1750 médias étaient accrédités, venus de 52 pays (891 télévisions, 71 radios, 290 photographes, 640 médias de presse écrite et web).

### Diffuseurs télévision
- FEI TV
- Eurosport
- France Télévisions
- Equidia
- TVI, TVI Sports & TVI Normandie
- ARD
- ZDF
- TV 2 Danmark
- Yle
- Horse & Country TV
- NOS
- RAI
- Class Horse TV
- Horse & Country TV
- NRK
- Horse & Country TV
- BBC
- Sveriges Television
- Horse & Country TV
- SRG SSR
- RSI
- Country Channel 99
- Astro
- CTH
- Fox Sports
- Dubai TV
- Edge TV
- Sky Mexico
- Universal Sports
- The Rural Channel
- Amérique du Sud :ESPN International
- Afrique : Supersport

## Impacts économiques et sociaux
Le 30 avril 2015, le Comité d'organisation des JEM a dressé le bilan de l’événement.
D'un point de vue financier, le budget de 78 millions d'euros a été respecté, et événement fait état d’un bénéfice, après impôts, se situant entre 1 et 1,5 million d’euros. Cette somme sera restituée aux membres fondateurs du groupement d’intérêt public, au prorata de leurs apports respectifs.
Selon une étude menée par des enseignants chercheurs de l’IFCE-INRA sur l’impact économique, social et environnemental des Jeux, l'événement a créé 102 millions d’euros de valeur ajoutée pour l'économie de la région Normandie (effets directs, indirects ou induits), dont 55 millions pour la seule agglomération de Caen. Pour l'ensemble de la France, l'impact économique s’élève à 368 millions d’euros pour la France (selon une estimation de la Fédération équestre internationale),,.
Particulièrement, pour le secteur de l’hôtellerie et de la restauration, les JEM ont engendré 46 300 nuitées, et 103 500 repas servis.